# Janusz Korczak
Janusz Korczakⓘ, właśc. Henryk Goldszmit, ps. Stary Doktor, Pan Doktor (ur. 22 lipca 1878 lub 1879 w Warszawie, zm. w sierpniu 1942, prawdopodobnie 7 sierpnia 1942, w Treblince) – polsko-żydowski lekarz, pedagog, pisarz, publicysta i działacz społeczny. Pośmiertnie odznaczony Orderem Orła Białego.

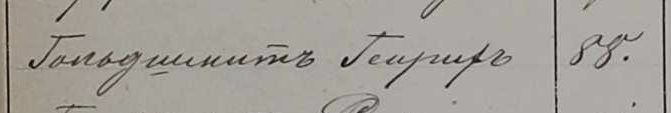
Henryk Goldszmit w skorowidzu do akt stanu cywilnego wyznania mojżeszowego w Warszawie za rok 1881

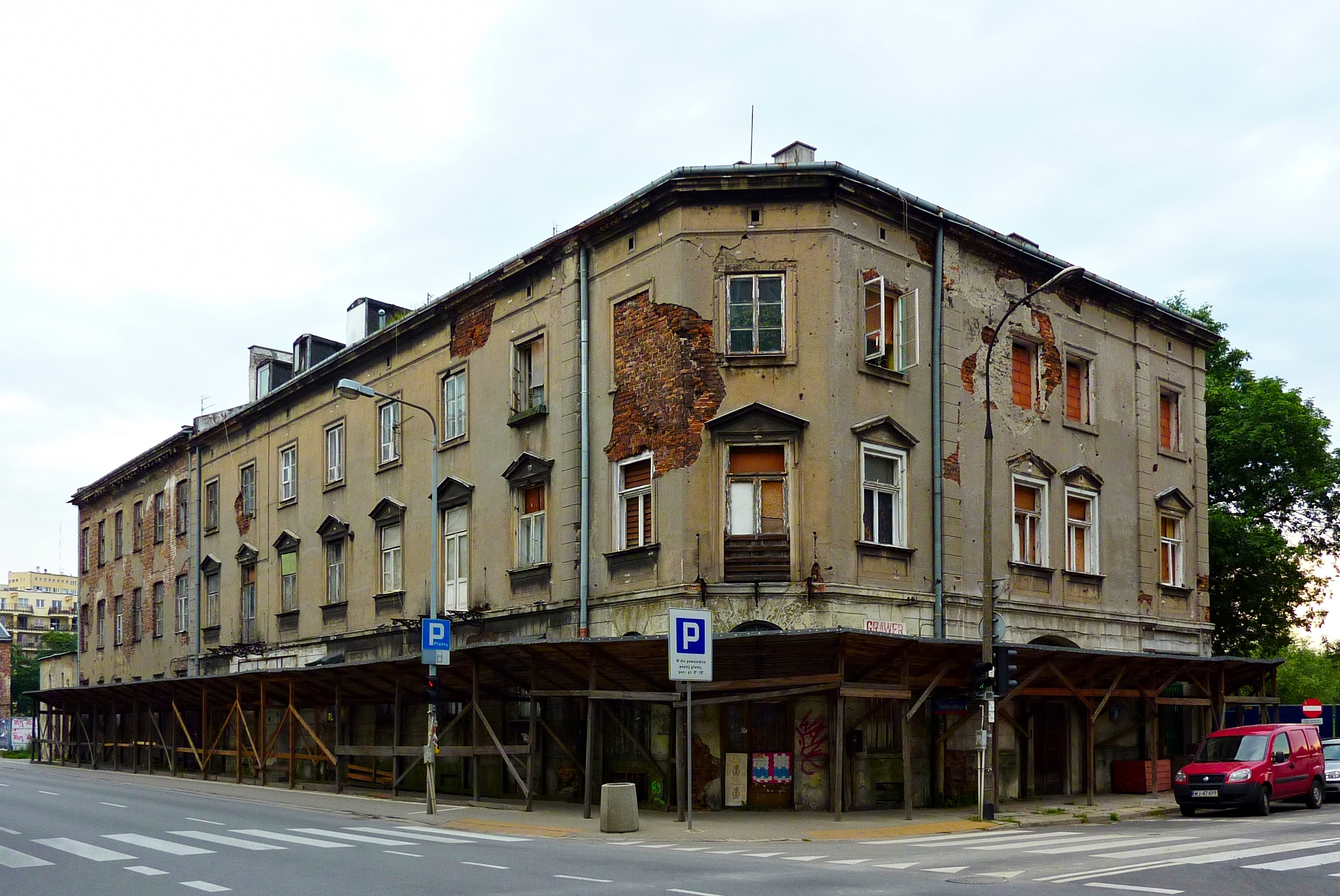
Kamienica Karola Mintera, gdzie w latach 1895–1907 mieściło się VII Rządowe Gimnazjum Męskie, do którego uczęszczał Janusz Korczak

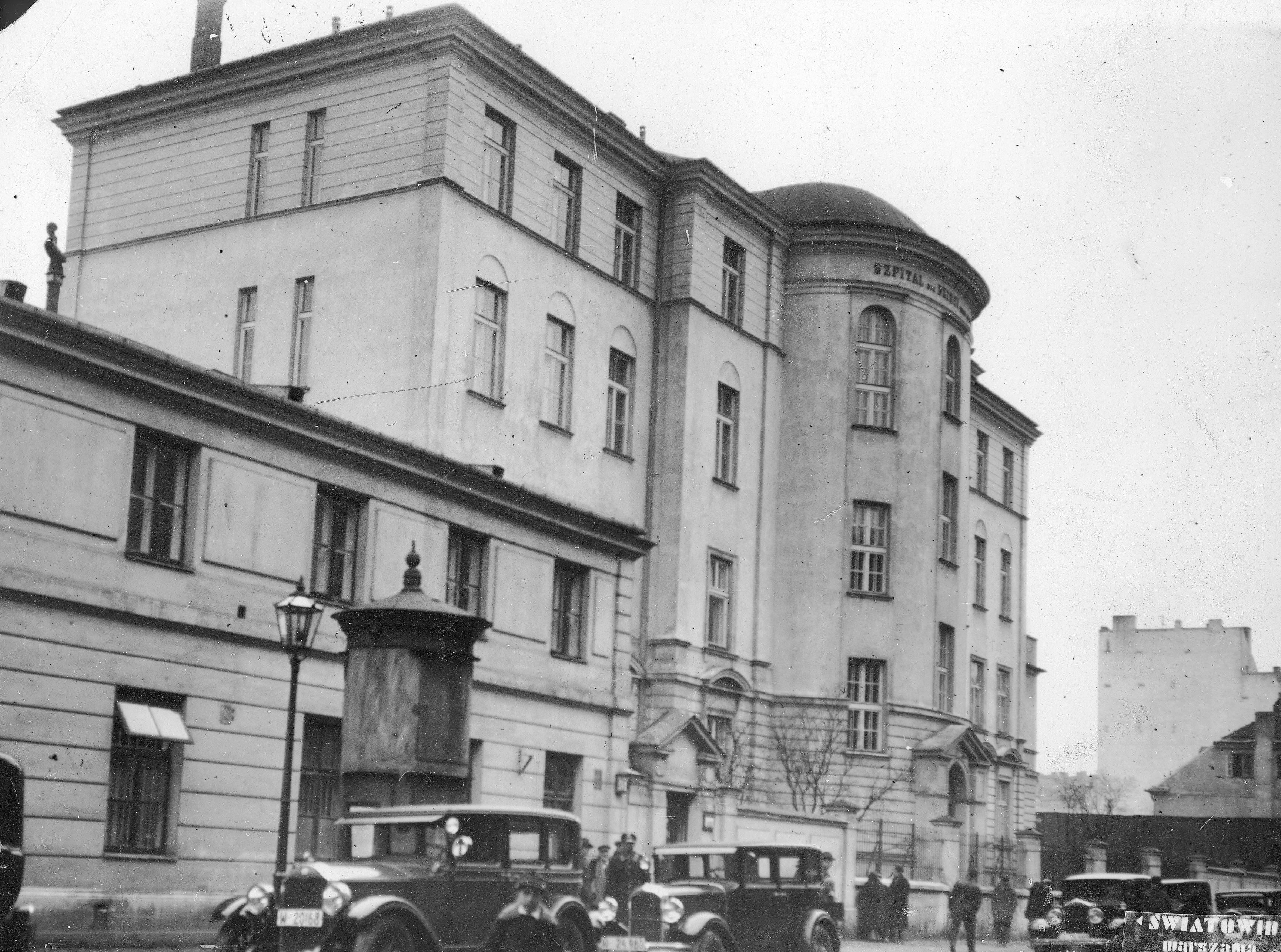
Budynek główny dawnego Szpitala Dziecięcego im. Bersohnów i Baumanów, w którym w latach 1905–1912 Korczak pracował jako pediatra

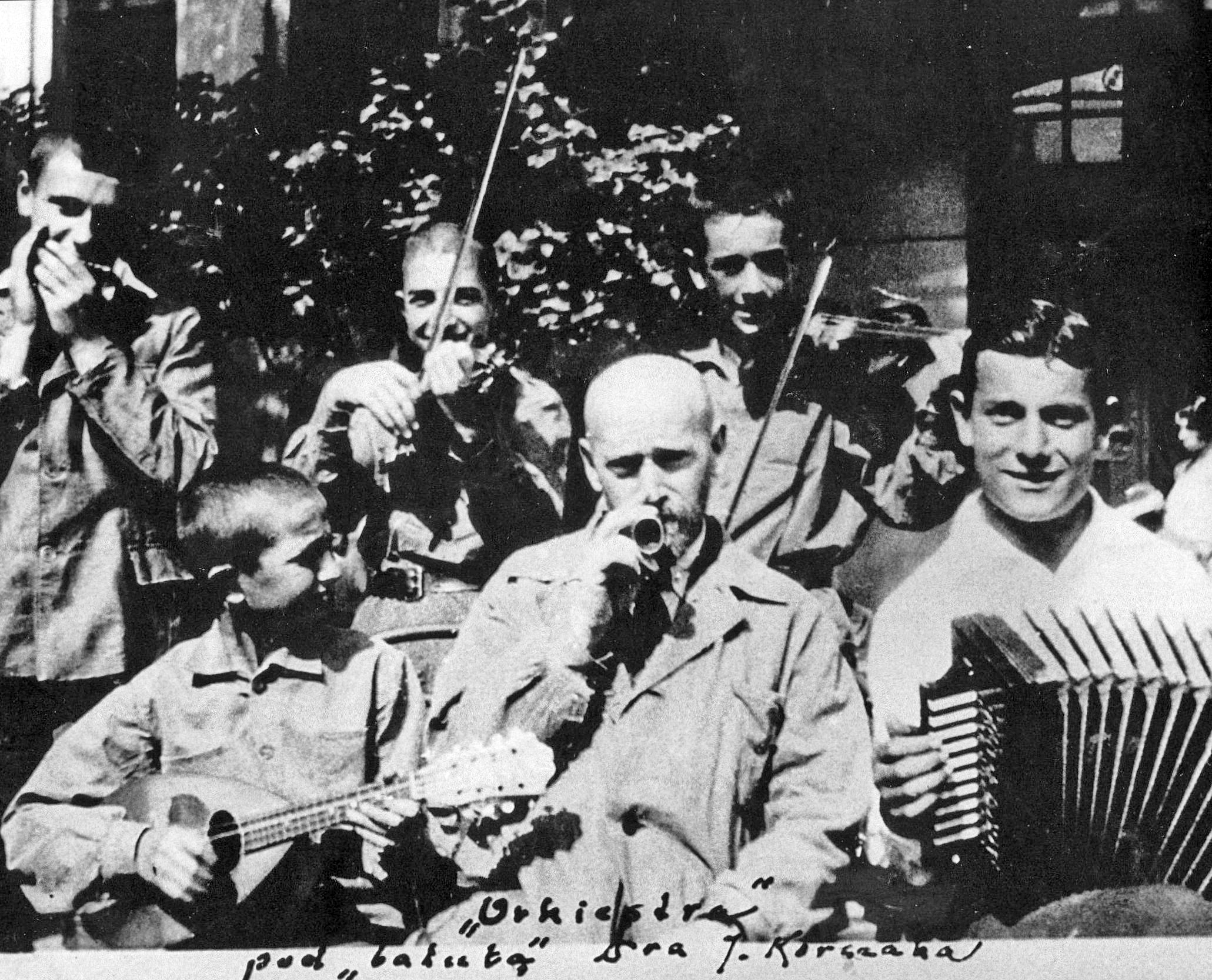
Dom Sierot. Orkiestra pod batutą Janusza Korczaka, 1923

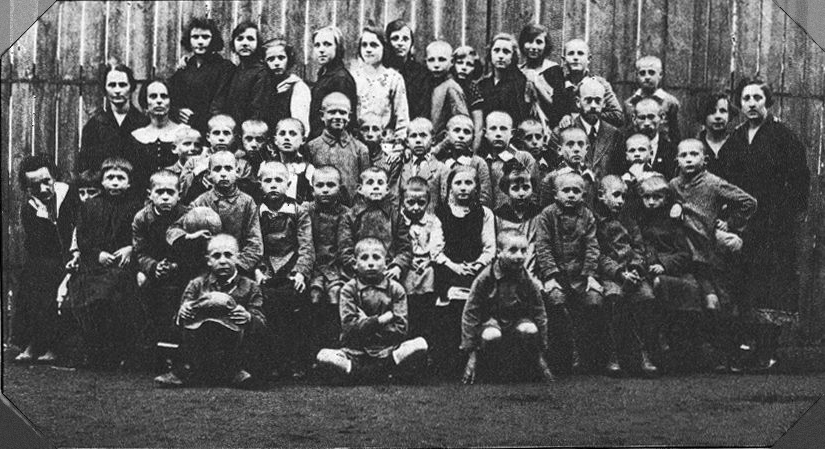
Janusz Korczak z dziećmi i personelem Domu Sierot w Pruszkowie (lata 20. XX wieku)

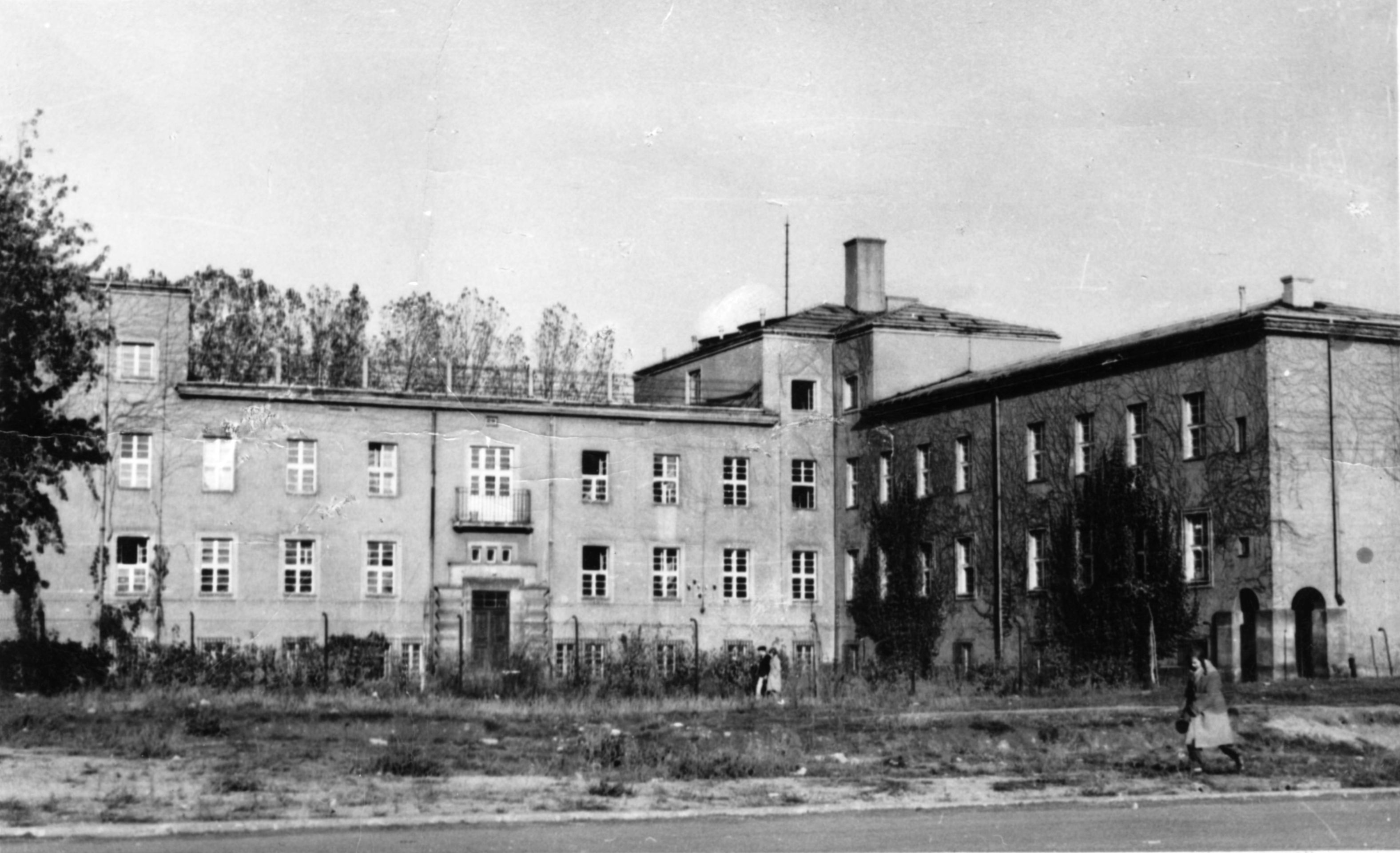
Nasz Dom na Bielanach

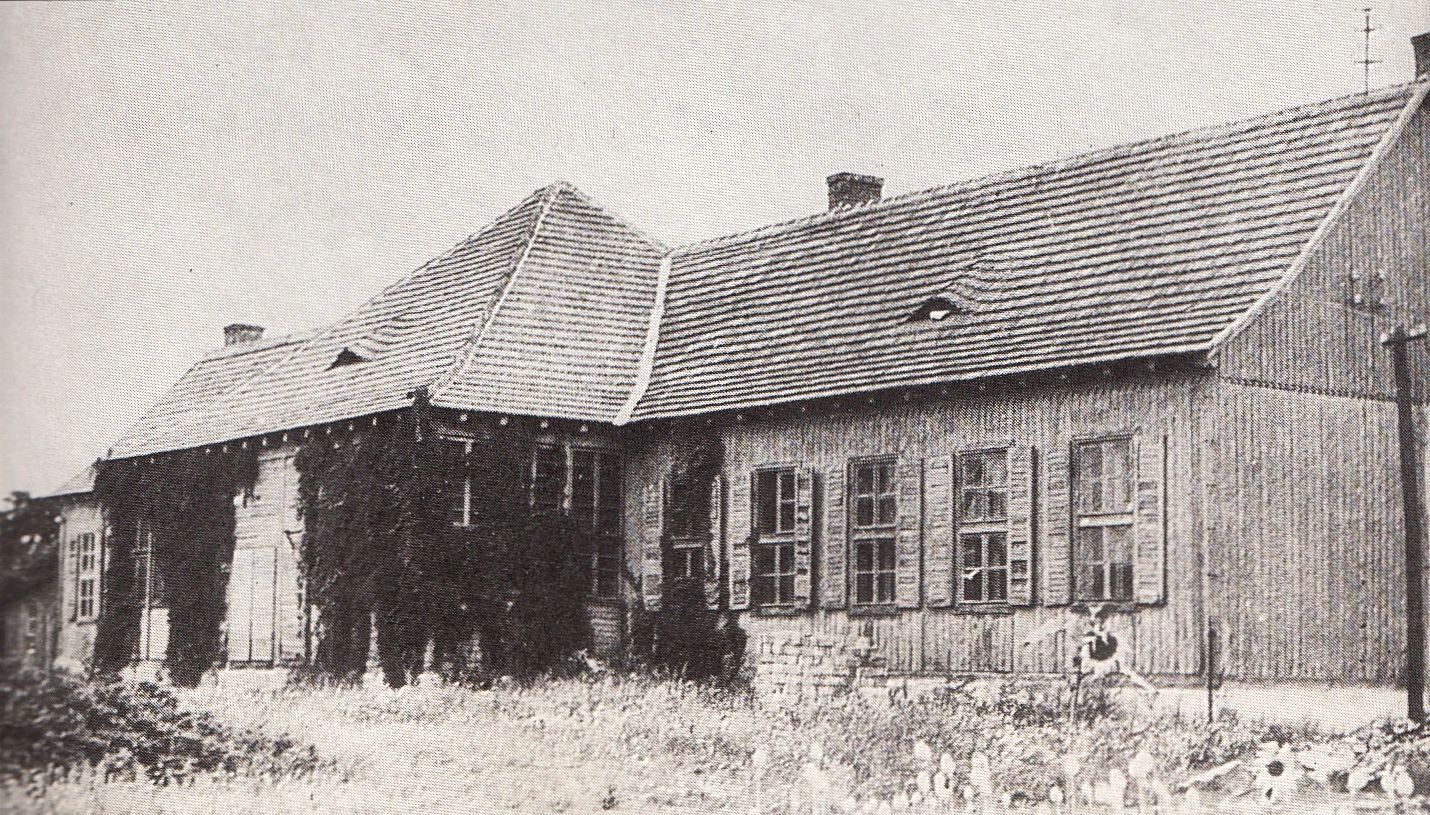
Jeden z budynków filii Domu Sierot „Różyczka” w Wawrze

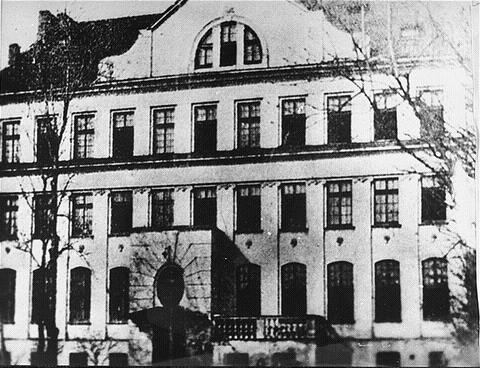
Dom Sierot (ok. 1935). Mieszkanie Korczaka znajdowało się na poddaszu, które nie zostało odbudowane po II wojnie światowej

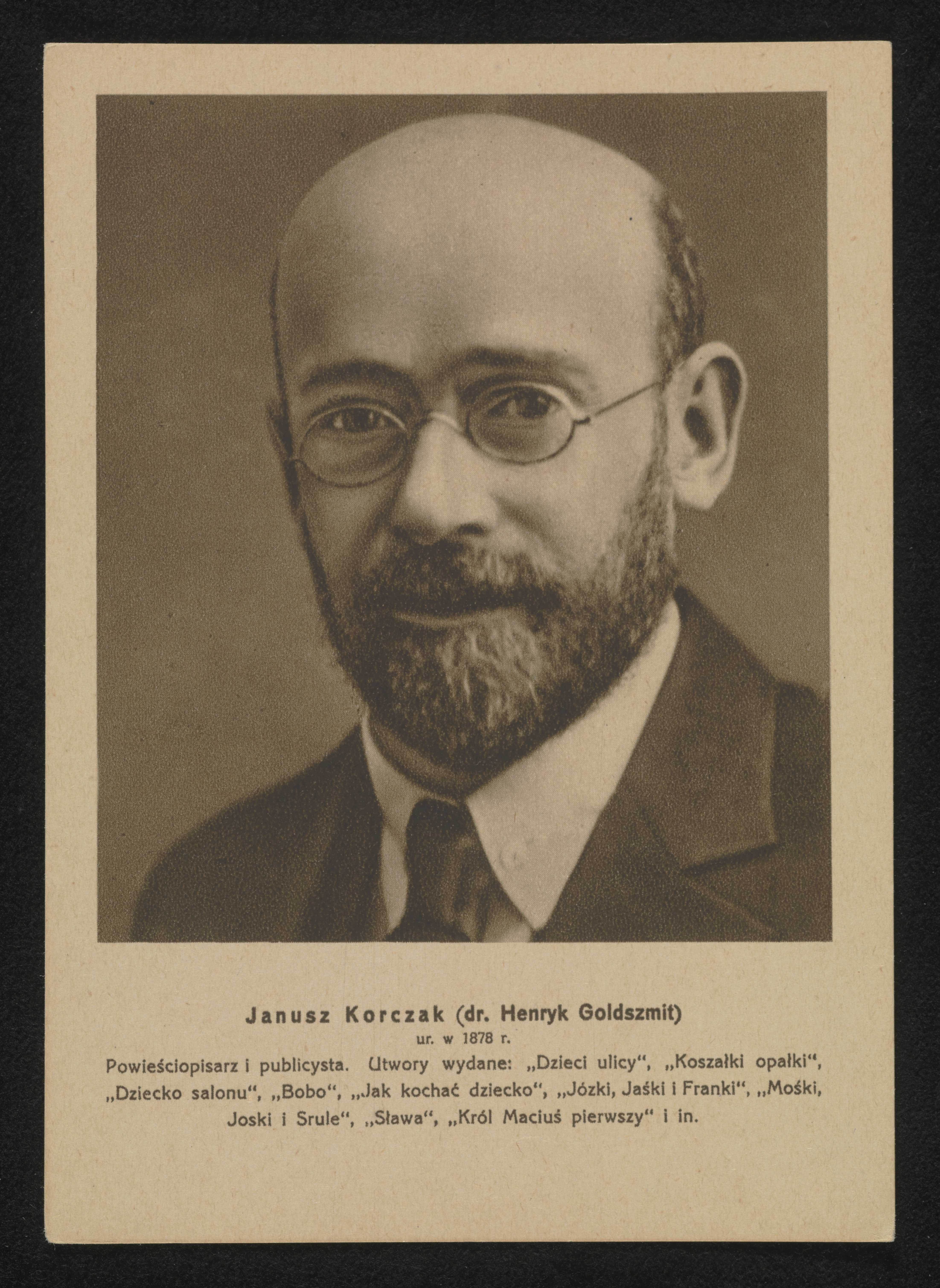
Janusz Korczak na pocztówce wydanej w Warszawie w 1933

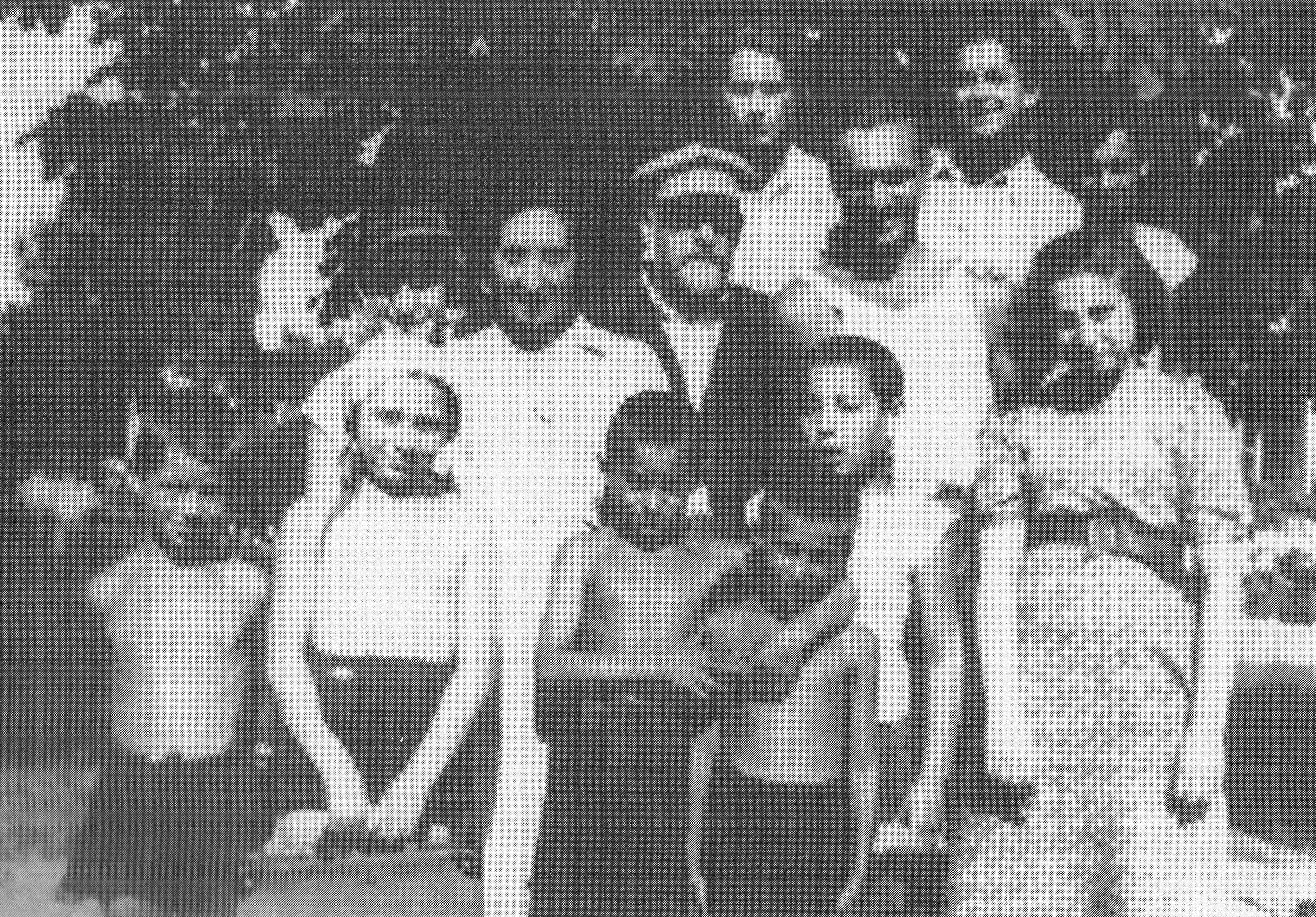
Janusz Korczak i wychowawca Misza Wróblewski z wychowankami przed budynkiem Domu Sierot (1934 lub 1935)

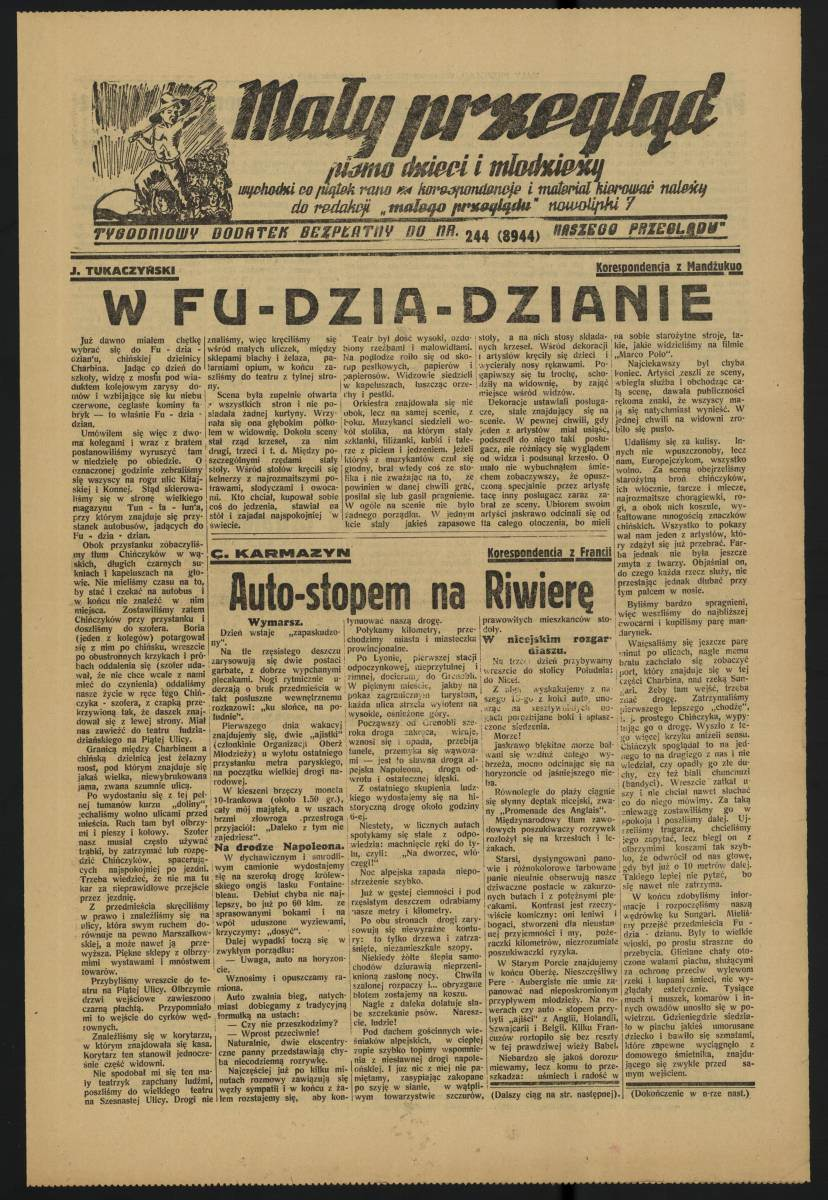
Okładka ostatniego numeru „Małego Przeglądu” z 1 września 1939

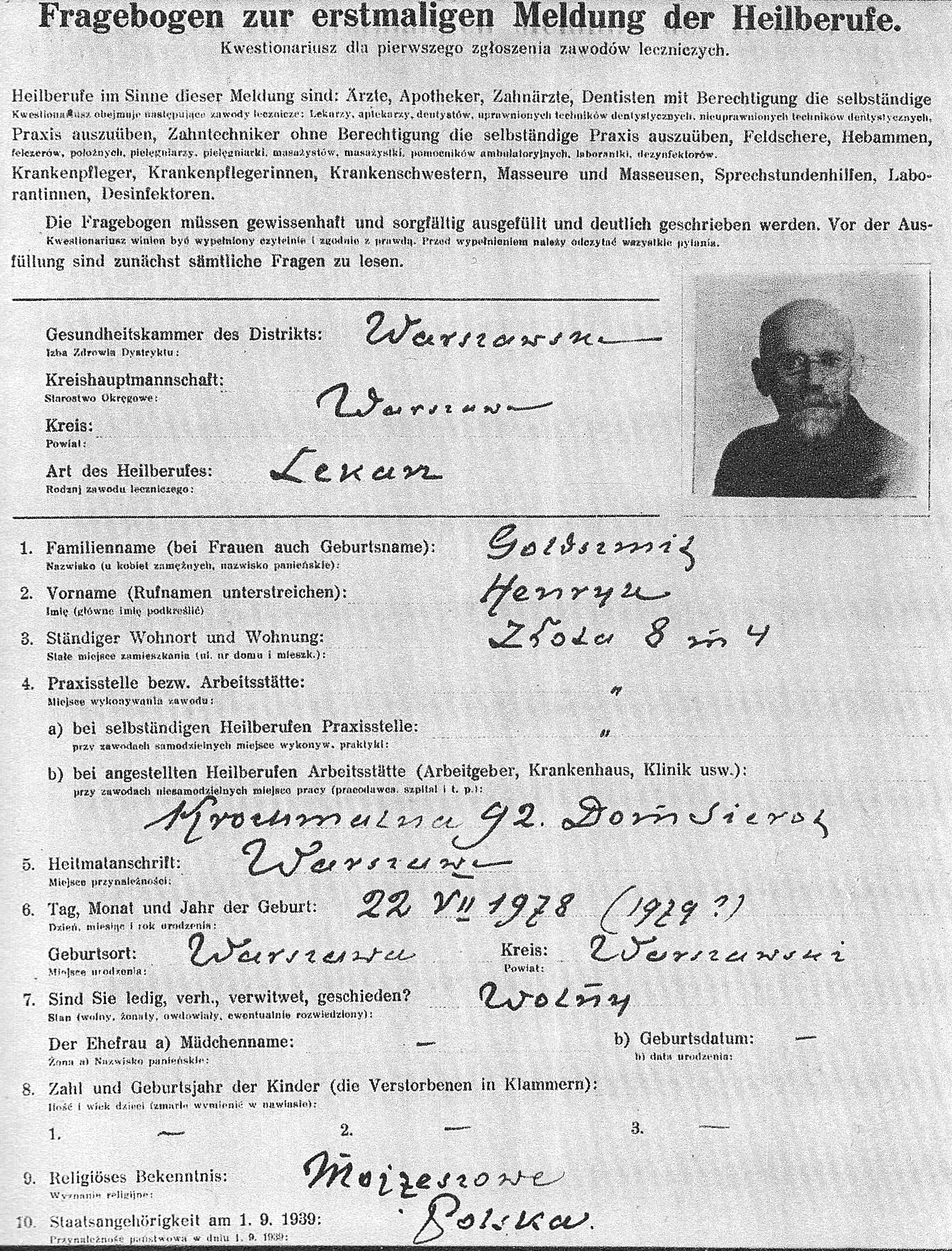
Karta ewidencyjna Janusza Korczaka pochodząca z zarządzonej w 1940 przez niemieckie władze okupacyjne rejestracji lekarzy w Warszawie. Z karty można odczytać m.in. podwójną datę urodzenia (1878 lub 1879) „Starego Doktora” oraz jego ostatnie miejsce zamieszkania przed przesiedleniem do getta

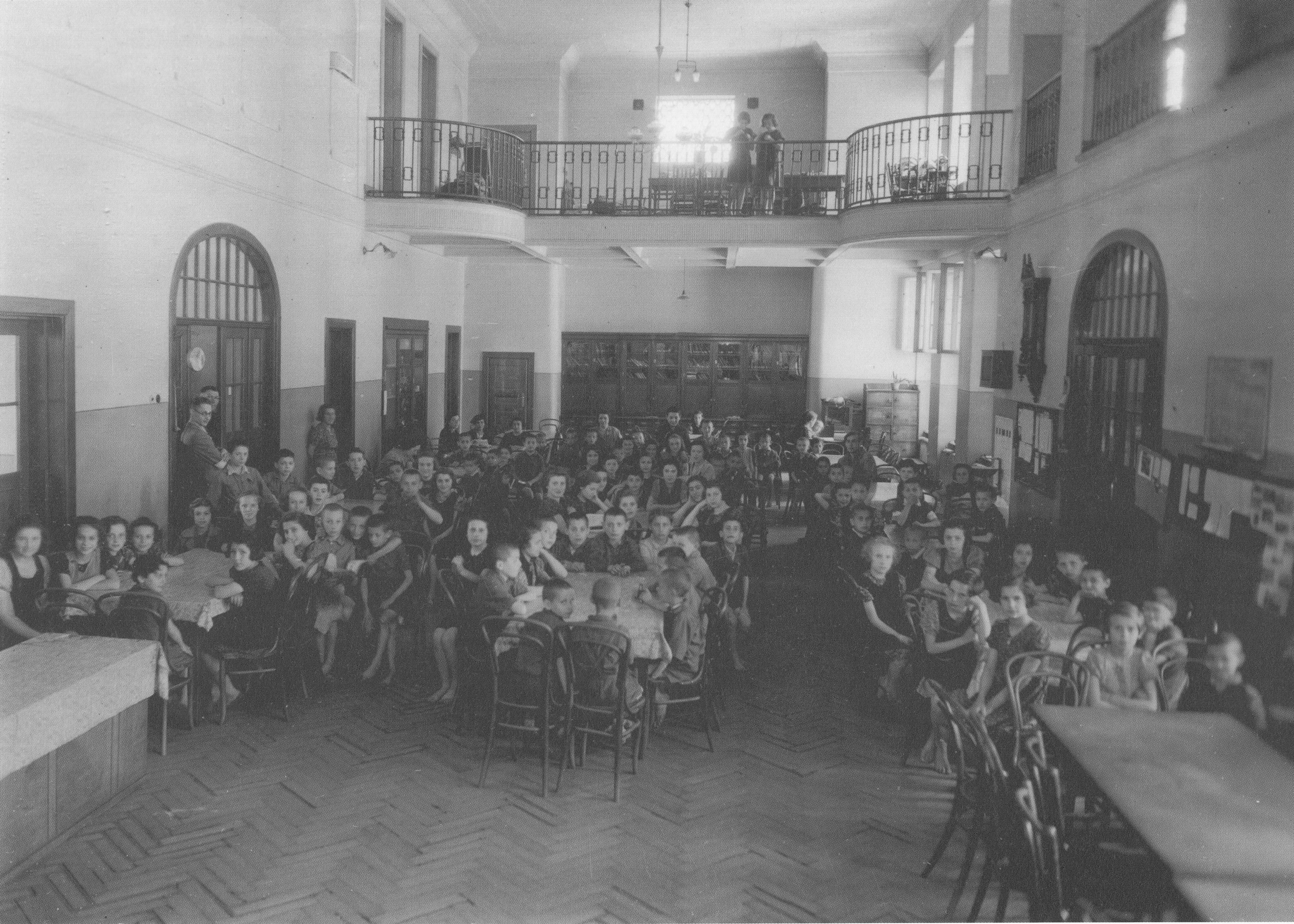
Dzieci w Domu Sierot (maj 1940)

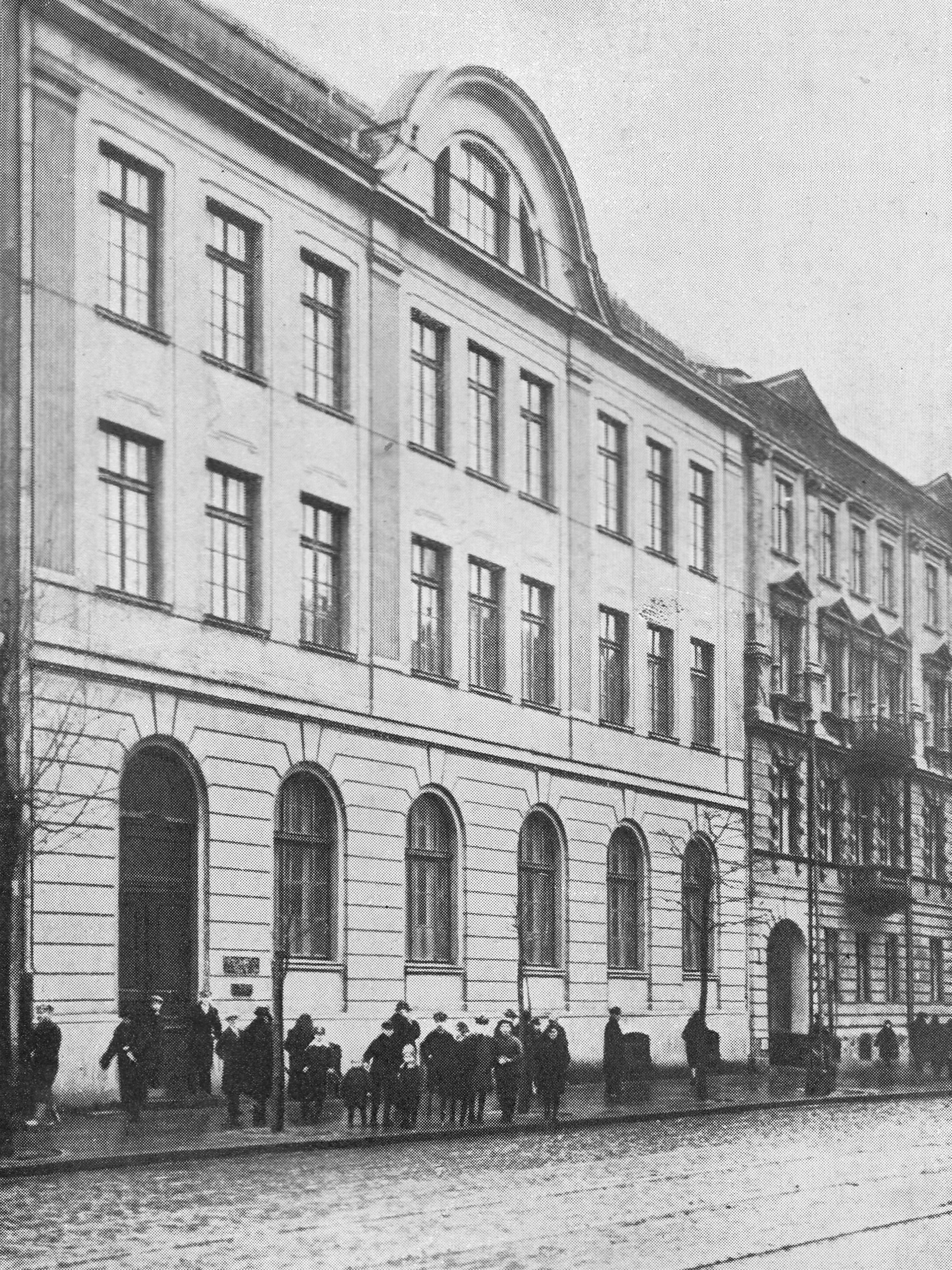
Budynek Państwowej Szkoły Handlowej im. J. i M. Roeslerów przy ul. Chłodnej 33, od listopada 1940 do października 1941 siedziba Domu Sierot w warszawskim getcie

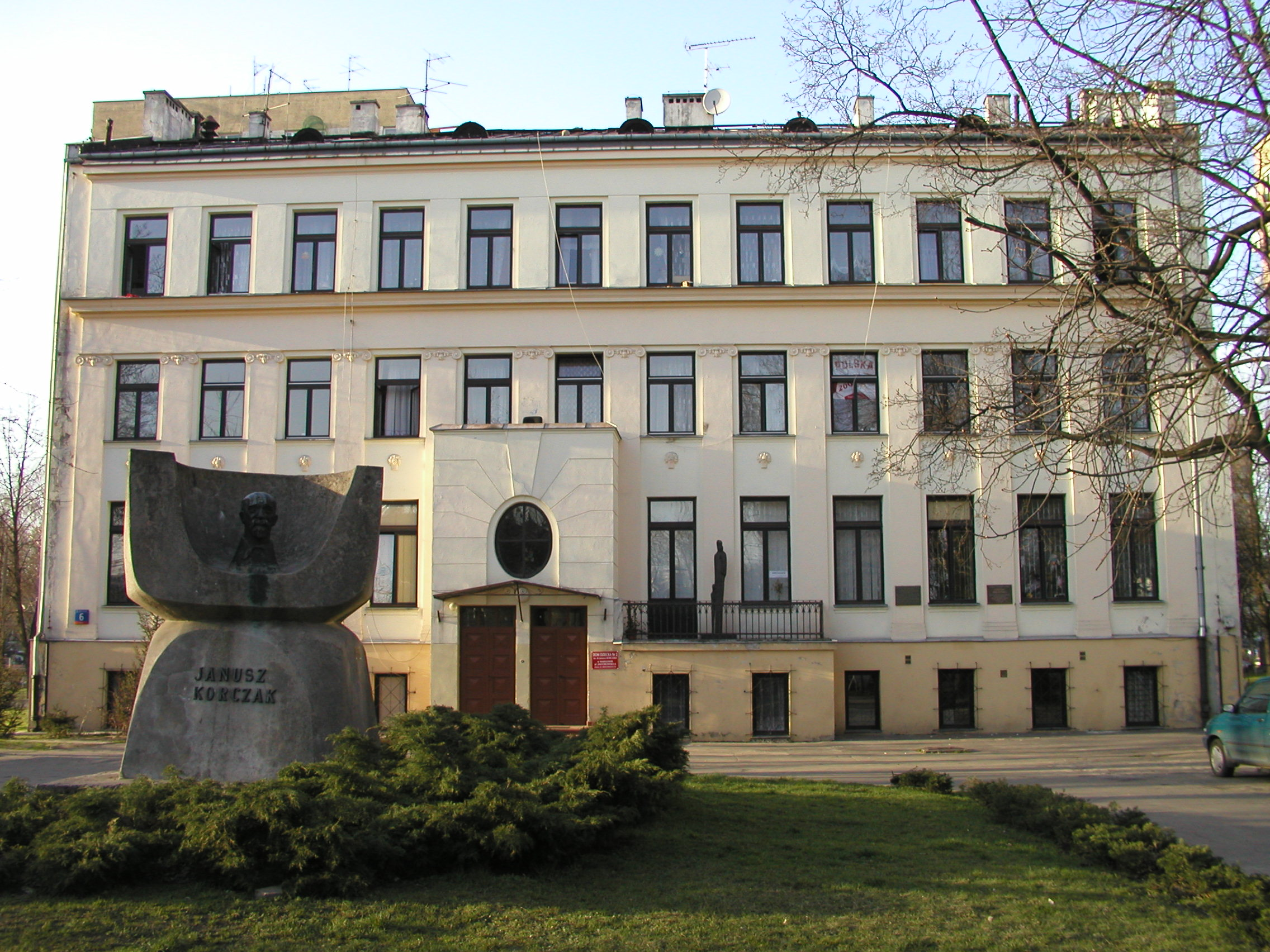
Budynek dawnego Domu Sierot, obecnie siedziba Domu Dziecka Nr 2 im. Janusza Korczaka oraz Ośrodka Dokumentacji i Badań KORCZAKIANUM

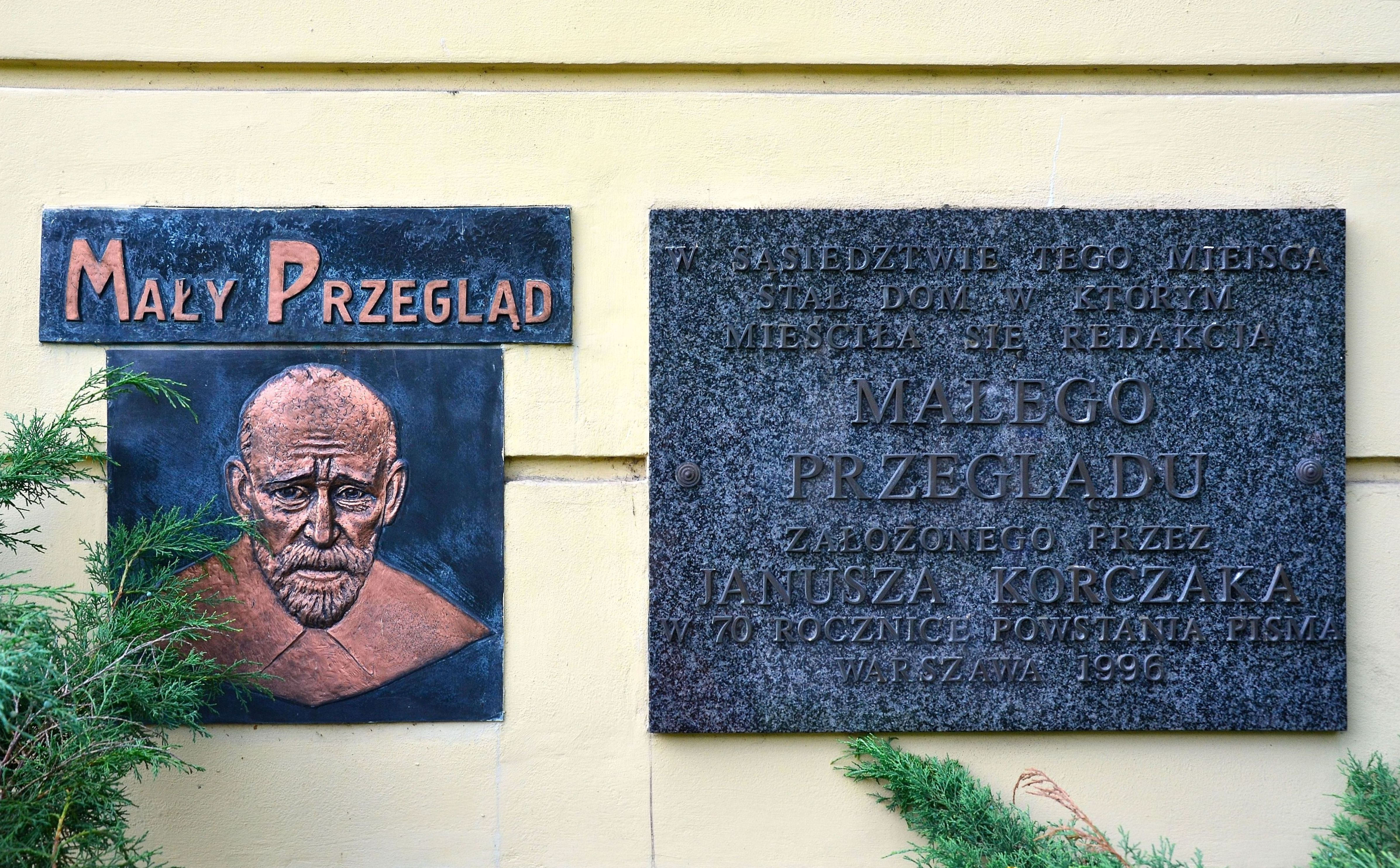
Tablica upamiętniająca „Mały Przegląd” umieszczona w 1996 na ścianie Pałacu Mostowskich (od strony ulicy Nowolipki)

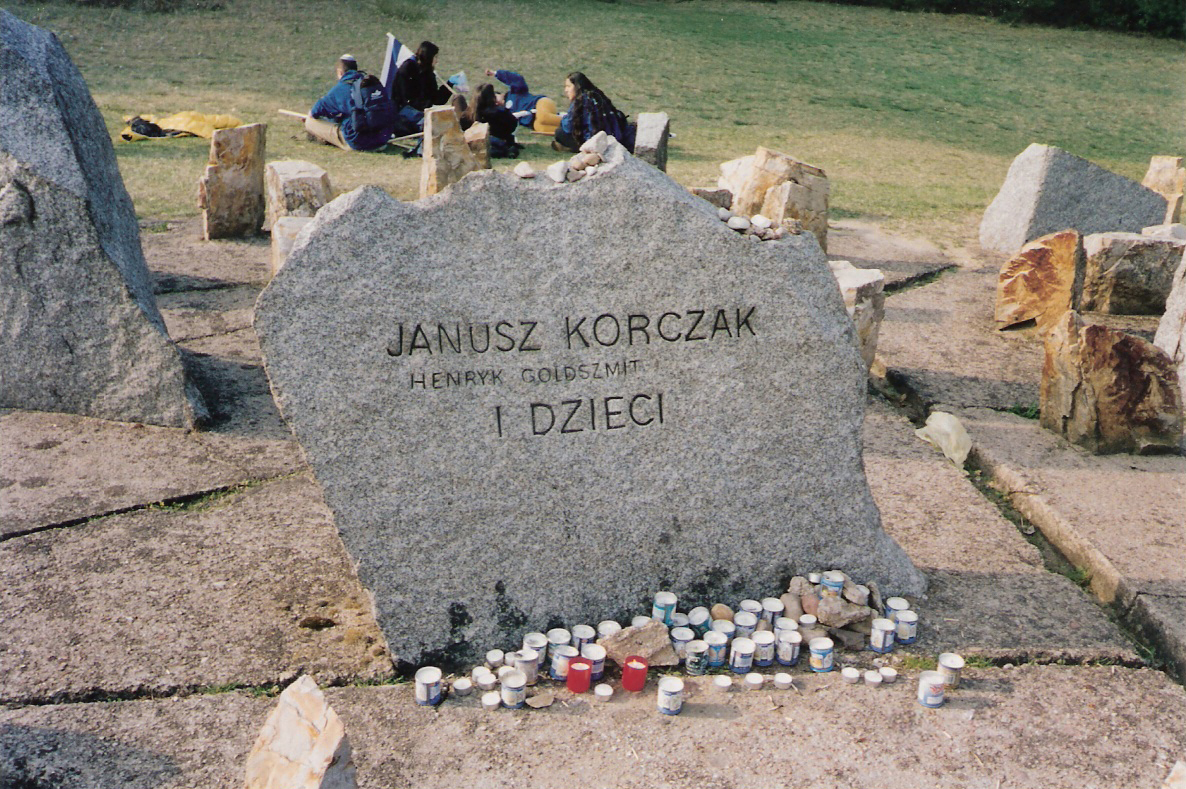
Kamień upamiętniający Janusza Korczaka i dzieci na terenie byłego obozu zagłady w Treblince

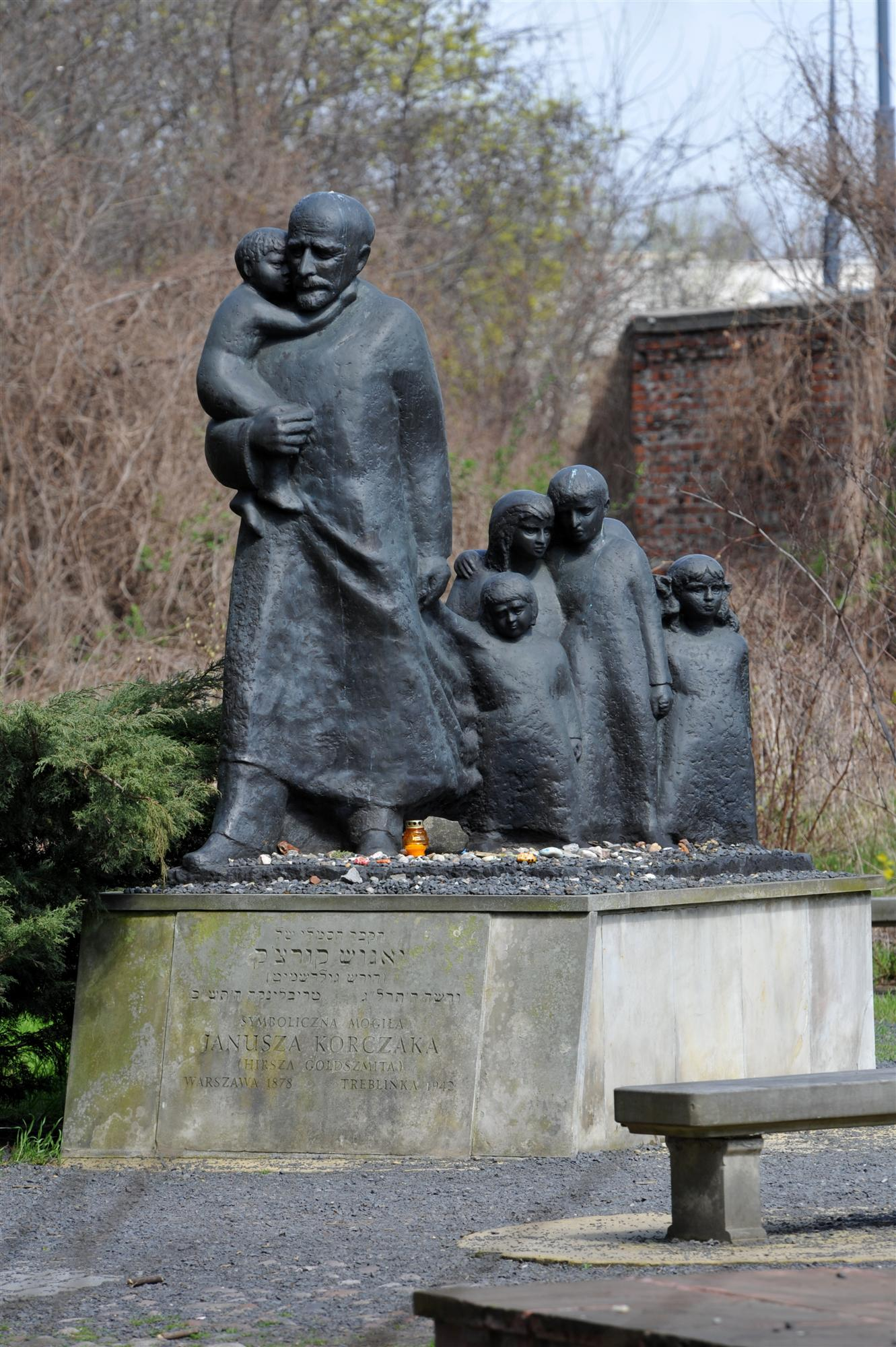
Pomnik Janusza Korczaka na cmentarzu żydowskim w Warszawie

Teoretyk i praktyk wychowania, twórca oryginalnego systemu pracy z dziećmi, opartego na partnerstwie, samorządnych procedurach i instytucjach oraz pobudzaniu samowychowania. Badacz świata dzieci. Był pionierem działań w dziedzinie diagnozowania wychowawczego oraz prekursorem działań na rzecz praw dziecka-człowieka. W 1926 zainicjował pierwsze pismo redagowane w większości przez dzieci – „Mały Przegląd”. Jako Żyd-Polak poczuwał się do podwójnej identyfikacji narodowej.

## Młodość i edukacja
Janusz Korczak urodził się w Warszawie w zasymilowanej rodzinie żydowskiej, jako syn adwokata Józefa Goldszmita (1844–1896) i Cecylii z domu Gębickiej (1853–1920), którzy małżeństwo zawarli 27 maja 1874 w Kaliszu. Rodzina Goldszmitów wywodziła się z Lubelskiego, zaś Gębickich z Kaliskiego; jeden z pradziadków był szklarzem, inny, Maurycy Gębicki, lekarzem – podobnie jak dziadek Hersz Goldszmit. Dziadek Józef (Adolf) Gębicki był kaliskim kupcem i społecznikiem. Groby ojca Janusza Korczaka i jego dziadków ze strony matki (jej grobu nie odnaleziono) znajdują się na cmentarzu żydowskim przy ul. Okopowej w Warszawie.
Rodzina Goldszmitów mieszkała przy ul. Bielańskiej 18 (prawdopodobne miejsce urodzenia). W 1881 przeprowadziła się do kamienicy przy ul. Krakowskie Przedmieście 77, gdzie przyszły pisarz mieszkał z rodzicami, siostrą Anną i babcią ze strony matki, Emilią (Mila) Gębicką. W 1883 Goldszmitowie zamieszkali przy ul. Miodowej 19, gdzie zajmowali siedem pokoi, następnie kolejno przy placu Krasińskich 3, przy Nowosenatorskiej 6 (obecnie ul. Moliera), przy ul. Świętojerskiej i przy ul. Leszno 18 m. 10.
Został wychowany w polskiej kulturze, w duchu pozytywistycznych haseł pracy społecznej. Duży wpływ na życie rodziny miała choroba ojca; w latach 90. kilkakrotnie był on kierowany do zakładu dla psychicznie chorych. Choroba Józefa Goldszmita (prawdopodobnie spowodowana syfilisem) doprowadziła do kłopotów materialnych. Zmarł 26 kwietnia 1896.
Od połowy lat 80. Korczak uczęszczał do szkoły początkowej Augustyna Szmurły przy ulicy Freta, a następnie w 1891 rozpoczął naukę w ośmioklasowym (licząc z klasą wstępną) VII Rządowym Gimnazjum Męskim mieszczącym się w tamtym czasie w wynajmowanej kamienicy Karola Mintera przy ul. Brukowej 16 (obecnie Sierakowskiego 4). Gimnazjum miało wtedy profil filologiczny z nieobowiązkowym językiem polskim (jego tradycje kontynuuje VIII Liceum Ogólnokształcące im. Władysława IV przy Jagiellońskiej 38). Jako uczeń gimnazjum udzielał korepetycji, by pomóc w utrzymaniu rodziny, a jego matka Cecylia Goldszmit prowadziła stancję dla uczniów przy ulicy Leszno i Nowosenatorskiej. Zaczął się gorzej uczyć i musiał powtarzać jedną klasę.
W 1898 zdał maturę i rozpoczął studia na Wydziale Lekarskim Cesarskiego Uniwersytetu w Warszawie, na którym studiował sześć lat, powtarzając pierwszy rok. Uczestniczył w wykładach m.in. Edwarda Przewoskiego (anatomia i bakteriologia), Nikołaja Nasonowa (zoologia) i Aleksandra Szczerbaka (psychiatria). Uczęszczał na Uniwersytet Latający. Jego mentorem był m.in. Wacław Nałkowski.

## Lekarz
23 marca 1905, po wysłuchaniu pięcioletniego kursu nauk medycznych i złożeniu obowiązującego egzaminu, otrzymał dyplom lekarza. 15 maja 1905 został powołany do armii rosyjskiej. W czasie wojny rosyjsko-japońskiej do 1 marca 1906 pełnił służbę w punkcie ewakuacyjnym w Harbinie i w pociągach sanitarnych. Wrócił do Warszawy pod koniec marca 1906.
W latach 1905–1912 pracował jako pediatra w Szpitalu dla Dzieci im. Bersohnów i Baumanów. Jako tzw. lekarz miejscowy korzystał ze służbowego mieszkania na terenie szpitala i był do dyspozycji chorych w każdej chwili. Otrzymywał pensję w wysokości 200 rubli rocznie w czterech ratach. Swoje obowiązki wypełniał bardzo ofiarnie. Prowadził również prywatną praktykę. Od ubogich pacjentów nie pobierał wynagrodzenia, zaś od zamożnych nie wahał się zażądać wysokich honorariów. Dzięki rozgłosowi, jaki zyskał powieścią Dziecko salonu (1906), stał się znanym i poszukiwanym pediatrą . Pozostawał pod wpływem Juliana Kramsztyka.
Na przełomie 1907 i 1908 roku podnosił swe kwalifikacje w Berlinie. Słuchał wykładów (za które sam płacił) i odbywał praktykę w klinikach dziecięcych, oraz analizował sposoby pracy w specjalistycznych zakładach wychowawczych. W 1910 przebywał w Paryżu i Londynie, gdzie podjął decyzję, że nie założy rodziny. Jednocześnie sądził, że rodzina jest najlepszym miejscem wychowywania dzieci, a w przypadku jej braku – towarzystwo rówieśników. Dążył do tego, by dzieci ścierały swe wczesne przekonania i kształtujące się poglądy; by podlegały procesowi socjalizacji (poprzez wzajemną akceptację) i przygotowywały się do dorosłego życia, które nie byłoby ani idylliczne, ani zbliżone do „cichego kąta domowego”. Korczak starał się zapewnić dzieciom beztroskie (co nie znaczy pozbawione obowiązków) dzieciństwo. Traktował je poważnie, mimo dużej różnicy wieku, i prowadził z nimi otwarte dyskusje. Uważał, że dziecko powinno samo zrozumieć i emocjonalnie przeżyć daną sytuację, doświadczyć jej, po czym samo wyciągnąć wnioski, ewentualnie ponieść konsekwencje oraz zapobiec przypuszczalnym skutkom – zamiast być sucho poinformowane o fakcie (dokonanym lub nie) i o jego następstwach przez wychowawcę.
W 1908 albo w 1909 został członkiem powołanego rok wcześniej Towarzystwa „Pomoc dla sierot”, które miało objąć opieką osierocone i najbiedniejsze dzieci wyznania mojżeszowego.
Po wybuchu I wojny światowej został powołany do armii rosyjskiej. Od 15 sierpnia 1914 do 1 lipca 1917 był młodszym ordynatorem szpitala 4 Dywizji Piechoty. Ten okres został mu zaliczony jako „służba frontowa przy dowództwach w polu”. Urlopowany z wojska po chorobie, w 1917 był lekarzem w przytułkach dla dzieci pod Kijowem. Miał również kontakt z domem wychowawczym dla chłopców polskich w Kijowie, który prowadziła Maryna Rogowska-Falska (którą poznał w 1915 podczas urlopu). W połowie 1918 Korczak wrócił do Warszawy, do Domu Sierot. Służbę w wojsku rosyjskim zakończył w stopniu kapitana.
W latach 1919–1920 w Wojsku Polskim, czasie wojny polsko-bolszewickiej, pełnił kolejno służbę w Pierwszym Szpitalu Zapasowym Wojsk Polskich w Łodzi na stanowisku ordynatora (od 22 lipca 1919), Szpitalu Ujazdowskim (grudzień 1919) i Szpitalu Epidemicznym na Kamionku w Warszawie na stanowisku ordynatora (od 1 stycznia 1920). 9 grudnia 1919 został formalnie przyjęty do Wojska Polskiego z byłej armii rosyjskiej z warunkowym zatwierdzeniem posiadanego stopnia kapitana lekarza, zaliczony do Rezerwy armii, z jednoczesnym powołaniem do czynnej służby na czas wojny aż do demobilizacji i przydzielony do Rezerwy personalnej Szpitala Ujazdowskiego. W tym czasie w szpitalu zaraził się tyfusem. Opiekowała się nim matka, która także uległa zarażeniu i zmarła z tego powodu w lutym 1920 r.
6 sierpnia 1920 został zatwierdzony z dniem 1 kwietnia 1920 w stopniu majora lekarza, w Korpusie Lekarskim, w grupie oficerów byłych Korpusów Wschodnich i byłej armii rosyjskiej. Od 16 sierpnia 1920 był lekarzem w komisjach poborowych. Od października 1920 był starszym lekarzem w Obozie Zdemobilizowanych Hallerczyków. 15 marca 1921 został bezterminowo urlopowany na skutek reklamacji Ministerstwa Zdrowia Publicznego. 8 stycznia 1924 został zatwierdzony w stopniu majora rezerwy w korpusie sanitarnym lekarzy ze starszeństwem z 1 czerwca 1919. W latach 1923–1924 jako oficer rezerwowy był przydzielony do 1 Batalionu Sanitarnego w garnizonie Warszawa. W 1934 w grupie oficerów pospolitego ruszenia był przydzielony do kadry zapasowej 1 Szpitala Okręgowego i pozostawał wówczas w ewidencji Powiatowej Komendy Uzupełnień Warszawa Miasto III. 31 grudnia 1938 został zwolniony od powszechnego obowiązku wojskowego.

## Działalność literacka i radiowa
Janusz Korczak zadebiutował we wrześniu 1896 pod pseudonimem Ryk w tygodniku satyrycznym „Kolce”. Był m.in. współautorem pisanej zespołowo powieści sensacyjnej Lokaj; od 1901 zaczął pisać felietony, których wybór pod tytułem Koszałki Opałki ukazał się w 1905 (łącznie było ich ponad 200). Tym samym spełniła się przepowiednia nauczyciela Korczaka z jego warszawskiego gimnazjum, który powiedział, podczas złapania chłopca na potajemnym czytaniu w czasie lekcji, że będzie pisał do nic nieznaczących gazet za 3 grosze za wiersz (w rzeczywistości stawka dla początkującego literata była w „Kolcach” dużo niższa). Z czasopismem współpracował do 1904.
W 1898 Korczak wziął udział w konkursie na sztukę teatralną, ogłoszonym przez Ignacego Jana Paderewskiego na łamach czasopisma „Echo Muzyczne, Teatralne i Artystyczne”, który rozstrzygnięto w marcu 1899 r. Na konkurs Korczak wysłał dwa utwory, w tym wyróżniony czteroaktowy dramat Którędy? (sztuka nie zachowała się). Zgodnie z regulaminem konkursu, użył pseudonimu i podpisał się: „Janasz Korczak”. Ten pseudonim literacki zaczerpnął z powieści Kraszewskiego Historia o Janaszu Korczaku i o pięknej miecznikównie. Od 1900, publikując w „Wędrowcu” cykl felietonów pod tytułem Dzieci i wychowanie, zaczął używać powszechnie znanego pseudonimu „Janusz Korczak”.
Pomiędzy 1898–1901 publikował w tygodniku Czytelnia dla wszystkich, m.in. w odcinkach swoją pierwszą powieść Dzieci ulicy (w dodatku do czasopisma, nr 1–17). Samodzielne wydanie książkowe powieści ukazało się w 1901.
W latach 1904–1905 był współpracownikiem tygodnika Głos, gdzie pisał m.in. artykuły o tematyce społecznej (ok. 60), większość z nich w rubryce Na mównicy pod kryptonimem „g.” W latach 1904–1905 na łamach „Głosu” ukazywała się w odcinkach jego druga powieść Dziecko salonu. Po zamknięciu „Głosu” w 1905 zaczął pisać do jego kontynuacji, „Przeglądu Społecznego”. Pomiędzy marcem a majem 1906 drukował w nim Feralny tydzień, zaś od lutego 1907 zbeletryzowany traktat Szkoła życia, zawierający utopijną wizję nowej szkoły. Dokończenie Szkoły życia znalazło się w kontynuacji „Przeglądu Społecznego” – „Społeczeństwie” (styczeń – kwiecień 1908). Jego teksty drukował również tygodnik „Echa Kieleckie”.
Dla dzieci napisał m.in.: Mośki, Joski i Srule, Józki, Jaśki i Franki, Sława, Król Maciuś Pierwszy, Król Maciuś na wyspie bezludnej, Bankructwo małego Dżeka, Prawidła życia, Kajtuś czarodziej, Uparty chłopiec. Życie Ludwika Pasteura, Ludzie są dobrzy i Trzy wyprawy Herszka.
Inne znane publikacje to m.in. Jak kochać dziecko, Prawo dziecka do szacunku, Sam na sam z Bogiem, Kiedy znów będę mały i Pedagogika żartobliwa (pełna lista w Dzieła Janusza Korczaka).
W czasie drugiej wojny światowej, w ostatnich miesiącach życia, Korczak prowadził pamiętnik. Jest to jego ostatni utwór literacki, dokument istotny również ze względu na czas i miejsce jego powstawania.
Od wiosny 1935 r, z przerwą w latach 1936–1938, współpracował z Polskim Radiem. Oryginalne audycje Korczaka, nazywane „gadaninkami radiowymi”, stały się z miejsca wielkim wydarzeniem radiowym i zostały zaliczane do klasyki literatury „słowa brzmiącego”. Wygłaszał je jako „Stary Doktor”, nie podając swojego prawdziwego pseudonimu literackiego. „Gadaninki” zostały jednak zdjęte z anteny w marcu 1936 r. Ówczesny pracownik Polskiego Radia Aleksander Hertz napisał po latach:

(…) Co tydzień jako Stary Doktór wygłaszał pogadankę o dzieciach i ich sprawach. Były to arcydzieła narracji radiofonicznej. Ich forma językowa, styl, sposób wygłaszania były czymś znakomitym. Stary Doktór jak mało kto umiał wyczuć warunki, jakie stawiała forma radiofoniczna. Tematem pogadanek było dziecko. A raczej świat widziany oczami dziecka, sprawy dziecka, jego kłopoty, cierpienia, radości (…) Mam wrażenie, że była to ostatnia z pogadanek Starego Doktora. Temat wywołał takie zgorszenie, że kierownictwo Polskiego Radia musiało ustąpić. Zwłaszcza że od samego początku pogadanki Starego Doktora miały zaciętych przeciwników. Zauważmy, że Doktór musiał tu występować pod pseudonimem. I jego tożsamość była pilnie konspirowana. To były takie czasy. Różne „Gazety Warszawskie” węszyły wroga. Zmowa żydowska w Polskim Radio miała przez Starego Doktora deprawować dzieci polskie.

Korczak powrócił do Polskiego Radia w marcu 1938. Jednak od kwietnia 1939 aż do wybuchu II wojny światowej jego audycje nie figurowały już w programie.

## „Mały Przegląd” – gazeta dzieci i młodzieży
9 października 1926 opracował pierwszy numer „Małego Przeglądu”, który redagował przez kolejne 4 lata (1926–1930). Od jesieni 1930 redakcją kierował Igor Newerly, wcześniej sekretarz Korczaka.
Redakcja gazety mieściła się przy ulicy Nowolipki 7 (budynek nie przetrwał wojny). Pismo było tygodniowym dodatkiem do żydowskiego dziennika „Nasz Przegląd”. Było tworzone z autentycznych listów i materiałów nadsyłanych przez dzieci i młodzież.
W pierwszych latach współpracownikami Janusza Korczaka byli Jerachmiel Wajngarten oraz nastolatkowie Magdalena Markuze i Emanuel Sztokman (jako sekretarze) oraz Chaskiel Bajn, który odpowiadał za przychodzącą do redakcji korespondencję (w latach 30. zastąpił go Lejzor Czarnobroda). W pracach nad gazetą także brali udział m.in. jako reporterzy Hersz Kaliszer i Edwin Markuze oraz Kuba Hersztajn, który zajmował się tematyką sportową. Dzieci, które przesyłały listy, tworzyły sieć współpracowników w Warszawie, i poza stolicą. Najaktywniejsi korespondenci spotykali się na konferencjach organizowanych przez redakcję i specjalnych seansach filmowych; powstały również Koła Przyjaźni, Koło Zabaw i Pomocy, Klub Powieściopisarzy oraz Pracownia Wynalazców.
Ostatni numer „Małego Przeglądu” ukazał się 1 września 1939.

## Działalność społeczna
W 1899 został aresztowany przez władze rosyjskie, być może w związku z działalnością w czytelniach Warszawskiego Towarzystwa Dobroczynności lub w związku z protestami studenckimi na Cesarskim Uniwersytecie Warszawskim.
Do 1914 działał jako członek lub sympatyk na rzecz m.in. Warszawskiego Towarzystwa Higienicznego, Towarzystwa Kolonii Letnich, Towarzystwa Badań nad Dzieckiem, Stowarzyszenia Akuszerek, Warszawskiego Towarzystwa Lekarskiego, Towarzystwa Kultury Polskiej (w związku z działalnością w TKP był aresztowany w 1909). W okresie międzywojennym społecznikowską pasję realizował również poprzez otwarte odczyty i udział w różnych akcjach społecznych, np. „Tydzień Dziecka” Polskiego Komitetu Opieki nad Dzieckiem czy „Tydzień Sieroty” Związku Towarzystw Opieki nad Sierotami Żydowskimi „Centos”.
Od początku lat 30., najpóźniej od 1933, Janusz Korczak należał do wolnomularstwa. Był inicjowany w Loży „Gwiazda Morza” Międzynarodowej Federacji „Le Droit Humain” powołanej do tego, aby „pogodzić wszystkich ludzi, których dzielą bariery religii i poszukiwać prawdy przy zachowaniu szacunku dla drugiego człowieka”.
W latach 1934 i 1936 odwiedził Palestynę, zainteresowany żydowskim odrodzeniem narodowym i ruchem kibucowym. Myślał nawet poważnie o opuszczeniu Polski.

## Pedagog
Od lat młodzieńczych interesował się teoriami progresywizmu pedagogicznego, m.in. spuścizną Johanna Heinricha Pestalozziego. Latem 1899 r. przebywał w Szwajcarii, żeby zapoznać się bliżej z jego działalnością i twórczością pedagogiczną. O wyjeździe tym pisał w „Czytelni dla wszystkich”. Popierał założenia programu „nowego wychowania” Johna Deweya i prac Owidiusza Decrloy’ego, Marii Montessori. Znał pedagogiczne koncepcje Herberta Spencera, Friedricha Fröbla, a także Lwa Tołstoja.
Korczak był zwolennikiem emancypacji dziecka i poszanowania jego praw. Chciał organizować społeczeństwo dziecięce na zasadach sprawiedliwości, równych praw i obowiązków. W placówkach korczakowskich życie wewnętrzne organizowały instytucje takie jak: dziecięcy sejm (pajdokracja), sąd i prasa redagowana na terenie placówek.
Był wykładowcą w Państwowym Instytucie Pedagogiki Specjalnej i Wolnej Wszechnicy Polskiej.

## Dom Sierot i Nasz Dom
Razem ze Stefanią Wilczyńską założył i prowadził w latach 1912–1942 Dom Sierot – dla dzieci żydowskich w Warszawie. Siedziba Domu Sierot znajdowała się przy ulicy Krochmalnej 92 (obecnie Jaktorowska 6). Budynek został wybudowany przez Towarzystwo „Pomoc dla Sierot”, które także finansowało działalność nowej placówki. To w niej Korczak stworzył, opierając się na pedagogicznym doświadczeniu, swój system wychowawczy. Działalność skierował ku dzieciom osieroconym, opuszczonym i bezdomnym. Placówkę, w której zapewniano im dach na głową i wyżywienie, przekształcił w nowoczesny dom dziecka.
Korczak mieszkał przy ul. Krochmalnej do 1932, kiedy to przeniósł się do mieszkania swojej siostry Anny przy ul. Żurawiej 42; później oboje przeprowadzili się na ul. Złotą 8 m.4.
W 1921 roku powstało letnisko dla dzieci – filia Domu Sierot „Różyczka” we wsi Czaplowizna w gminie Wawer (obecnie w granicach administracyjnych Warszawy), w której organizowano kolonie dla dzieci Domu Sierot i innych sierocińców warszawskich.
W listopadzie 1940 Dom Sierot został przeniesiony do getta na ulicę Chłodną 33 do budynku Państwowej Szkoły Handlowej im. J. i M. Roeslerów. Podczas przeprowadzki Janusz Korczak został aresztowany przez Niemców za brak obowiązkowej opaski z Gwiazdą Dawida i osadzony na kilka tygodni na Pawiaku. Został zwolniony w grudniu 1940.
W związku z wyłączeniem z getta obszaru na zachód od ulicy Żelaznej, w październiku 1941 Dom Sierot został zmuszony do ostatniej w swojej historii przeprowadzki – do gmachu Towarzystwa Wzajemnej Pomocy Pracowników Handlowych i Przemysłowych przy ul. Siennej 16.
Od 1919 Janusz Korczak współtworzył także drugą instytucję, dla dzieci polskich: założony przez Towarzystwo „Nasz Dom” – Zakład Wychowawczy „Nasz Dom” w Pruszkowie (ul. Cedrowa 12, obecnie ul. Obrońców Pokoju 14), od 1928 na warszawskich Bielanach (obecnie aleja Zjednoczenia 34, Dom Dziecka nr 1 „Nasz Dom” im. Maryny Falskiej). Bliska współpraca Korczaka z Naszym Domem zakończyła się około 1935, ale pozostał on członkiem Towarzystwa i bywał w tej instytucji. Od początku kierowała nią Maria Rogowska-Falska, która w drugiej połowie lat 30. przekształciła charakter placówki, otwierając ją dla okolicznych dzieci. Działały tam m.in. półkolonie i biblioteka.
Oba Domy, przeznaczone zasadniczo dla dzieci w wieku 7–14 lat (Dom Sierot – ok. 100 miejsc; Nasz Dom w Pruszkowie ok. 50 miejsc, na Bielanach ok. 100), realizowały nowatorską koncepcję samorządnej społeczności, z własnymi instytucjami – jak sejm, sąd, gazeta, system dyżurów, opieka dzieci nad dziećmi, notariat, kasa pożyczkowa, kluby sportowe, kółko organizacji „pożytecznych rozrywek”. Prowadzono tam także systematycznie dokumentowane badania nad psychofizycznym i społecznym rozwojem wychowanków (m.in. cotygodniowe pomiary wagi i wzrostu; obserwację snu; badania socjometryczne – rozkład sympatii-antypatii w grupie; notowanie swobodnych wypowiedzi dzieci).

## Ofiara Holocaustu

### W getcie warszawskim
W czasie okupacji nosił polski mundur wojskowy i nie aprobował dyskryminacyjnego oznaczania Żydów opaską z niebieską Gwiazdą Dawida. Nie ograniczał się tylko do działalności w Domu Sierot, ale angażował się także w działania na rzecz innych placówek, przede wszystkim Głównego Domu Schronienia przy ulicy Dzielnej 39 (największego sierocińca w warszawskim getcie).
W ostatnich trzech miesiącach życia (maj–początek sierpnia 1942) pisał pamiętnik. Ostatni zapisek w pamiętniku podczas wielkiej akcji deportacyjnej datowany jest na 4 sierpnia 1942 roku. Maszynopis wyniesiony z getta, kilka dni po wywiezieniu Domu Sierot do Treblinki, wraz z innymi materiałami trafił do Igora Newerlego. W styczniu 1943, po aresztowaniu Newerlego, został ukryty w specjalnej skrytce w Naszym Domu na Bielanach. Pamiętnik Korczaka został po raz pierwszy opublikowany w Warszawie w 1958.
Przyjaciele Korczaka byli gotowi umożliwić mu wyjście z getta i zorganizowanie kryjówki po „aryjskiej” stronie, jednak on sam nie był tym nigdy zainteresowany. Podobnie postąpili pozostali pracownicy Domu Sierot.

### Ostatni marsz
Dom Sierot – Korczak, pracownicy (m.in. Stefania Wilczyńska, Natalia Poz, Róża Lipiec-Jakubowska, Róża Sztokman-Azrylewicz, Sabina Lejzerowicz) i ok. 200 wychowanków – został wywieziony do obozu zagłady w Treblince podczas tzw. wielkiej akcji likwidacyjnej warszawskiego getta. Najprawdopodobniej stało się to 5 sierpnia 1942, ale istnieją także zapiski i relacje z getta podające datę 6 sierpnia. Różne są też relacje dotyczące przebiegu marszu i samej trasy na Umschlagplatz.
Tak zapamiętał marsz Janusza Korczaka, wychowawców i wychowanków Domu Sierot na Umschlagplatz Marek Rudnicki:

Nie chcę być obrazoburcą ani odbrązawiaczem – ale muszę powiedzieć, jak to wtedy widziałem. Atmosferę przenikał jakiś ogromny bezwład, automatyzm, apatia. Nie było widocznego poruszenia, że to Korczak idzie, nie było salutowania (jak to niektórzy opisują), na pewno nie było interwencji posłańców Judenratu – nikt do Korczaka nie podszedł. Nie było gestów, nie było śpiewu, nie było dumnie podniesionych głów, nie pamiętam, czy niósł ktoś sztandar Domu Sierot, mówią, że tak. Była straszliwa, zmęczona cisza. Korczak wlókł nogę za nogą, jakiś skurczony, mamlał coś od czasu do czasu do siebie (…). Tych paru dorosłych z Domu Sierot, między nimi Stefa (Wilczyńska), szło obok, jak ja, lub za nim, dzieci początkowo czwórkami, potem jak popadło, w pomieszanych szeregach, gęsiego. Któreś z dzieci trzymało Korczaka za połę, może za rękę, szły jak w transie. Odprowadziłem ich aż do bramki Umschlagu…

Inną relację z ostatniego marszu Janusza Korczaka pozostawił Władysław Szpilman:

Chyba 5 sierpnia (…) przypadkowo stałem się świadkiem wymarszu Janusza Korczaka i jego sierot z getta (…). Spędził z nimi długie lata swojego życia i teraz, w ich ostatniej drodze, nie chciał ich zostawiać samych. Chciał im tę drogę ułatwić. Wytłumaczył sierotom, że mają powód do radości, bo jadą na wieś (…). Gdy spotkałem ich na Gęsiej, dzieci, idąc, śpiewały chórem, rozpromienione, mały muzyk im przygrywał, a Korczak niósł na rękach dwoje najmłodszych, także uśmiechniętych, i opowiadał im coś zabawnego

Tak zapamiętała marsz na Umschlagplatz Irena Sendlerowa:

Był już wtedy bardzo chory, a mimo to szedł wyprostowany, z twarzą przypominającą maskę, pozornie opanowany: Szedł przodem tego tragicznego pochodu. Najmłodsze dziecko trzymał na ręku, a drugie maleństwo prowadził za rączkę. We wspomnieniach różnych osób jest tak, a w innych inaczej, co nie znaczy, że ktoś się myli. Trzeba tylko pamiętać, że droga z Domu Sierot na Umschlagplatz była długa. Trwała cztery godziny. Widziałam ich, kiedy z ulicy Żelaznej skręcali w Leszno.

Jedną z ostatnich osób, która rozmawiała z Korczakiem przed wywiezieniem do Treblinki, był Nachum Remba, urzędnik Judenratu dyżurujący na Umschlagplatzu:

Zasygnalizowano nam, że prowadzą Szkołę Pielęgniarek, apteki, Dom Sierot Janusza Korczaka, internaty na Śliskiej i wiele innych. Upał tego dnia był niesamowity. Dzieci z internatów posadziłem na krańcu placu pod murem. Sądziłem, że może uda się je uchronić tego popołudnia, zatrzymać do następnego dnia. Zaproponowałem Korczakowi, aby udał się ze mną do Gminy w nadziei, że podejmie ona interwencję u Niemców. Korczak odmówił. Nie chciał ani na chwilę opuścić dzieci. Rozpoczęło się ładowanie do wagonów. Z drżeniem stałem przy kordonie Służby Porządkowej w nadziei, że mój plan się uda. Pytałem ciągle o stan liczebny transportu, wciąż ładowano i ładowano ludzi, lecz brakło jeszcze do wyznaczonego kontyngentu. Szła stłoczona ciżba ludzka, popędzana nahajami. Nagle pan Sz. (Szmerling) rozkazał wyprowadzić internaty. Na czele pochodu był Korczak. Dzieci ustawiono czwórkami. Korczak z podniesioną głową trzymał dwoje dzieci za rączki, prowadząc pochód. Drugi oddział prowadziła Wilczyńska, trzeci – Broniatowska (jej dzieci miały niebieskie plecaki), czwarty – Szternfeld z Internatu na Twardej. Ukryłem twarz w dłoniach, poczułem głęboki ból na myśl, że jesteśmy bezsilni, że nie mogę nic zrobić, tylko bezradnie przyglądać się mordowi.

Tego dnia do Treblinki wywieziono również dzieci z innych żydowskich sierocińców.

### Data śmierci
W celu uporządkowania stanu prawnego przyjęto w Polsce zasadę, że jeżeli nie da się ustalić dokładnej daty śmierci danej osoby podczas wojny, uznaje się ją za zmarłą w rok po zakończeniu wojny. W ten sposób postanowienie Sądu Powiatowego w Lublinie z dnia 30 listopada 1954 roku określiło datę śmierci Korczaka na 9 maja 1946 roku. Decyzja ta miała istotny wpływ na prawa autorskie do prac Korczaka oraz datę ich przejścia do domeny publicznej.
27 marca 2015 Sąd Rejonowy Lublin-Zachód w Lublinie orzekł o uznaniu Janusza Korczaka za zmarłego 7 sierpnia 1942. Tym samym jego dzieła znalazły się w domenie publicznej wcześniej, niż wynikałoby to z decyzji poprzedniego sądu.

### Współczesny odbiór
Obecnie myśl pedagogiczna Janusza Korczaka jest coraz szerzej znana na świecie, jest on rozpoznawany przede wszystkim jako prekursor i przedstawiciel ruchu na rzecz praw dzieci. Badacze myśli pedagogicznej Korczaka zwracają jednak uwagę, że jego dorobek naukowy bywa pomijany, ponieważ przysłania go pamięć o tragicznym, heroicznym końcu jego życia.
Korczak nie popierał żadnej wybranej ideologii politycznej lub edukacyjnej. Jego nowoczesne pomysły pedagogiczne wyrastały z praktyki, chociaż był także dobrze zorientowany w nurtach pedagogicznych i psychologicznych swojej epoki. Współcześnie jest uznawany za jednego z pionierów nurtu pedagogicznego nazywanego „edukacją moralną” (ang. moral education), chociaż nie stworzył żadnej systematycznej teorii na ten temat.
Lawrence Kohlberg odwołuje się do Korczaka pisząc o „szkołach just community” („szkołach sprawiedliwej społeczności”).
Zwraca się uwagę, że Korczak i Paulo Freire mają podobne poglądy na demokrację w szkole i teorię dialogu.
Inni autorzy doszukują się u Korczaka i Martina Bubera początków nurtu „edukacji religijnej”. Idee Korczaka są także stosowane w „ideologii normalizacji” edukacji dzieci niepełnosprawnych intelektualnie.
Dzieła Janusza Korczaka stają się także przedmiotem refleksji w innych dziedzinach humanistyki (np. filozofii).

## Ordery i odznaczenia
- Order Orła Białego (pośmiertnie, 6 listopada 2018)[110]
- Krzyż Komandorski Orderu Odrodzenia Polski (pośmiertnie, 20 czerwca 1947)[111]
- Krzyż Oficerski Orderu Odrodzenia Polski (7 listopada 1925)[112]
- Srebrny Krzyż Zasługi (9 listopada 1931)[113]
- Złoty Wawrzyn Akademicki (4 listopada 1937)[114]

## Korczakiana

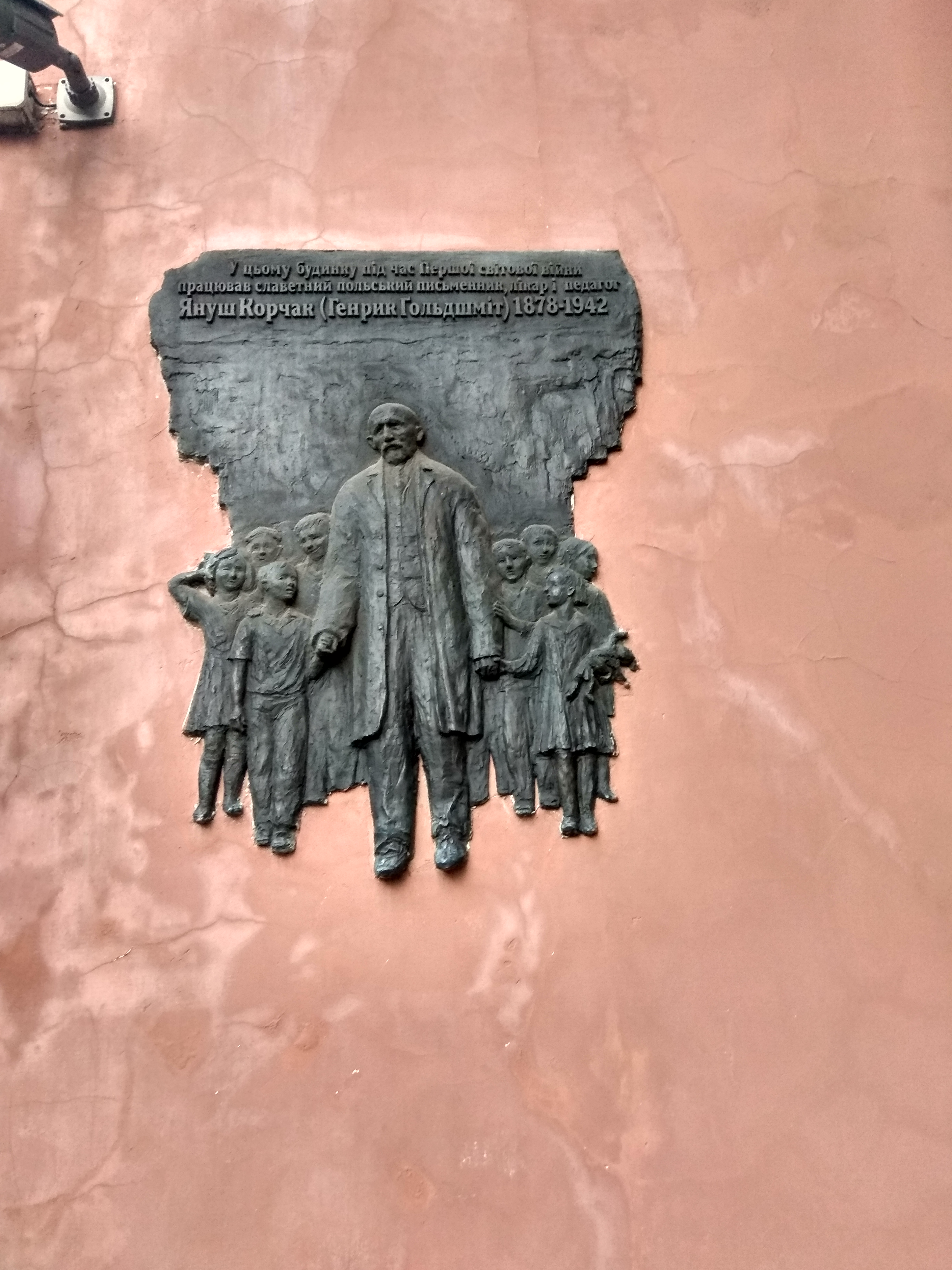
Tablica pamiątkowa w Kijowie

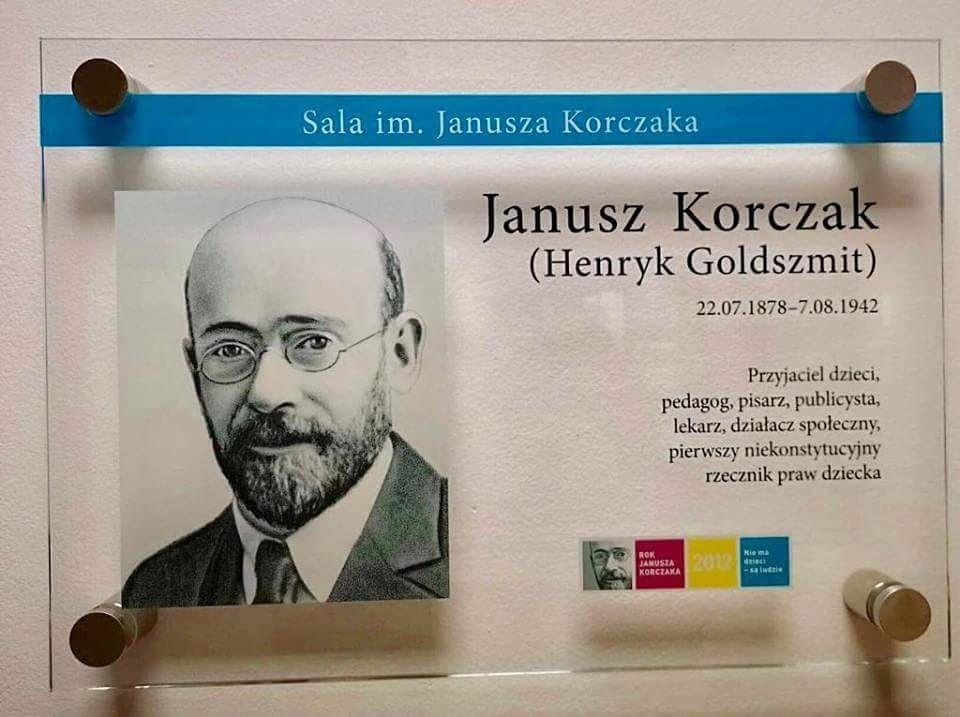
Tablica informacyjna Sali im. Janusza Korczaka w Biurze Rzecznika Praw Dziecka

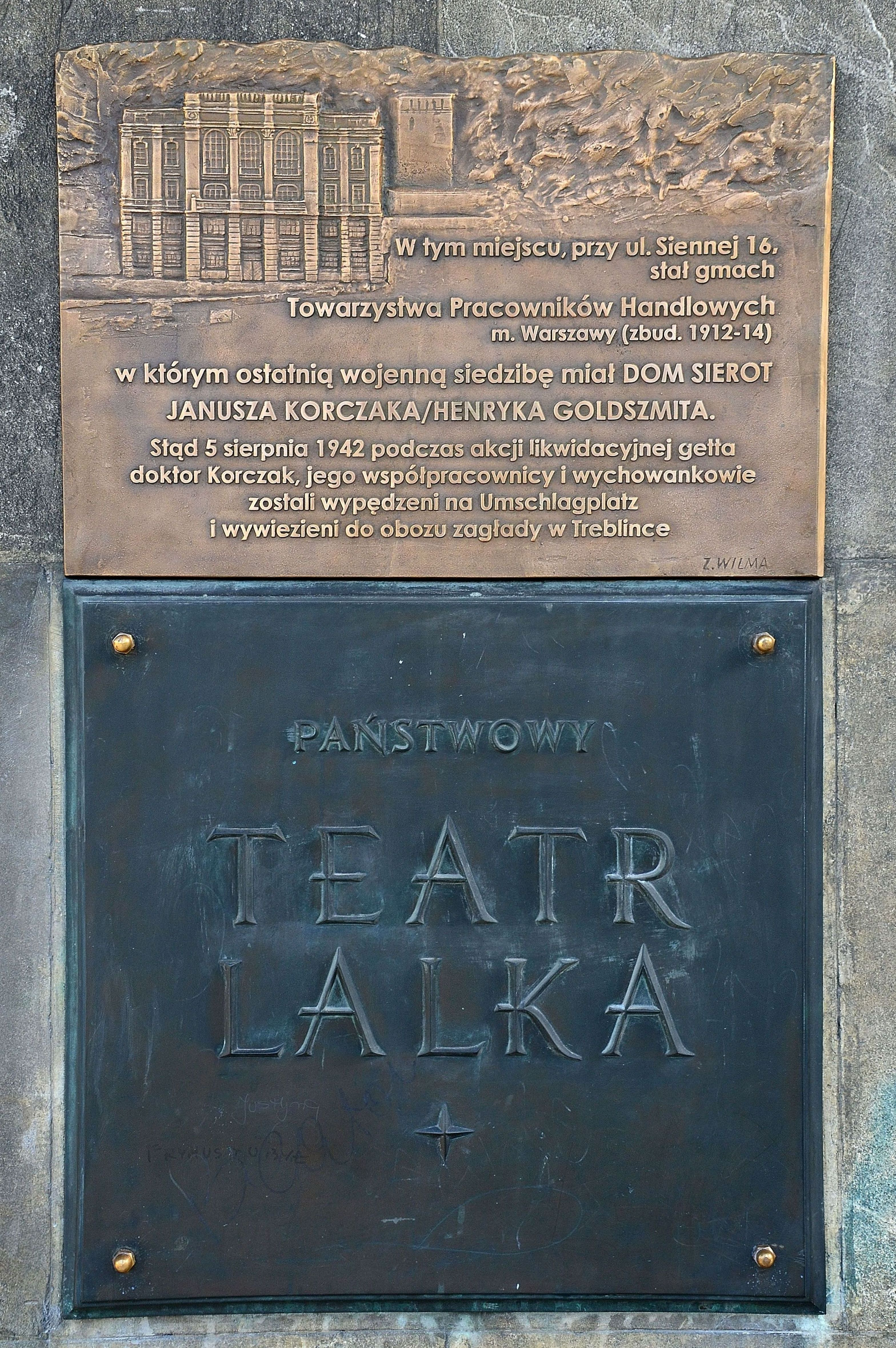
Tablica upamiętniająca ostatnią siedzibę Domu Sierot Janusza Korczaka

Istnieje wiele pomników, organizacji poświęconych dokumentacji życia i myśli pedagogicznej Janusza Korczaka oraz szkół jego imienia.
Rok 1978 UNESCO, z okazji 100. rocznicy jego urodzin, ogłosiło Rokiem Korczakowskim. Obchody zyskały światowy rozgłos i powstał Międzynarodowy Komitet im. Korczaka. Odbyło się wiele sesji naukowych, zorganizowano konkurs na sztukę będącą adaptacją jego utworów. I nagrodę otrzymała Joanna Kulmowa za Małego wielkiego króla. Polskie Ministerstwo Nauki i Szkolnictwa Wyższego ogłosiło w 1977 konkurs na prace magisterskie obronione w latach 1975−1978 na temat działalności Korczaka.
Uchwałą Sejmu Rzeczypospolitej Polskiej z 16 września 2011 rok 2012 został ustanowiony Rokiem Janusza Korczaka.
1 czerwca 2012 XVIII Sesja Sejmu Dzieci i Młodzieży została poświęcona J. Korczakowi.
5 sierpnia 2012 przy wejściu do Teatru Lalka odsłonięto tablicę upamiętniającą ostatnią siedzibę Domu Sierot Janusza Korczaka, zaprojektowaną przez Zbigniewa Wilmę.

## Twórczość
- Bankructwo małego Dżeka (1924)[121]
- Bezwstydnie krótkie (1926)[122]
- Bobo (1914)
- Dzieci ulicy (1901)[123]
- Dziecko salonu (1906)[124]
- Feralny tydzień (1927)[125]
- Godziny dzieciństwa (antologia wraz ze Żmichowska Narcyza, Orzeszkowa Eliza, Sienkiewicz Henryk (1846-1916) i inni) (1980)
- Jak kochać dziecko (1919)[126]
- Jak kochać dziecko: Internat, kolonje letnie, dom sierot (1921)
- Józki, Jaśki i Franki (1911)[127]
- Kajtuś czarodziej (1934)[128]
- Kiedy znów będę mały (1925)[129]
- Koszałki-opałki (1905)[130]
- Król Maciuś na wyspie bezludnej (1923)[131]
- Król Maciuś Pierwszy (1923)[132]
- Momenty wychowawcze (1924)[133]
- Mośki, Joski i Srule (1910)[134]
- Myśli (1987)
- Pamiętnik (1958)
- Pamiętnik i inne pisma z getta (2012)
- Pedagogika żartobliwa: Moje wakacje; Gadaninki radiowe starego doktora (1939)[135]
- Prawidła życia (1930)[136]
- Prawo dziecka do szacunku (1928)[137]
- Sam na sam z Bogiem: Modlitwy tych, którzy się nie modlą (1922)[138]
- Uparty chłopiec: Życie Ludwika Pasteura (1938)[139]
- Woda żywa: Baśnie pisarzy polskich (antologia wraz ze Zmorski Roman, Kraszewski Józef Ignacy, Urbanowska Zofia i inni) (1956)

Wszystkie swoje prace wydawał w warszawskim wydawnictwie Jakuba Mortkowicza.

## W kulturze masowej

### Wiersze
- Kartka z dziennika „akcji” – datowany na 10 sierpnia 1942 wiersz Władysława Szlengla, pierwszy w polskiej literaturze opis drogi Janusza Korczaka oraz dzieci z jego sierocińca na Umschlagplatz[141].
- Wybór wierszy o Januszu Korczaku, [w:] Alicja Szlązakowa: Janusz Korczak w legendzie poetyckiej. Warszawa: Wydawnictwo Interlibro, 1992. ISBN 83-85161-36-8. Brak numerów stron w książce

### Filmy
- Jest pan wolny, doktorze Korczak (niem. Sie sind frei Doktor Korczak) – niemiecki film w reżyserii Aleksandra Forda z 1975 roku. Treścią filmu są ostatnie lata życia Janusza Korczaka, w którego rolę wcielił się Leo Genn.
- Korczak – polski film w reżyserii Andrzeja Wajdy z 1990 roku. Przedstawia losy dr Korczaka fragmentarycznie – zbrodnię nazistowską na dzieciach i ich opiekunach z Domu Sierot w czasie realizacji „Akcji Reinhardt”. Rolę Korczaka zagrał Wojciech Pszoniak.
- Stulecie Winnych – polski serial w reżyserii Piotra Trzaskalskiego. Korczak jest wykładowcą głównej bohaterki Ani w Instytucie Pedagogicznym. Jego postać i poglądy na pedagogikę mają ogromny wpływ na bohaterkę. W wizjach, które ma główna bohaterka, ukazany jest jego przyszły los w czasie II wojny światowej. W rolę Korczaka w serialu wcielił się Robert Czebotar[142].

### Teatr
- Przykład Doktora Korczaka (ang. Dr Korczak’s Example) – brytyjska sztuka Davida Griega z 2001 roku.
- Noc całego życia – polska sztuka Szymona Szurmieja w Teatrze Żydowskim w Warszawie, prapremiera 9 listopada 2012 roku[143][144].

### Sztuki wizualne

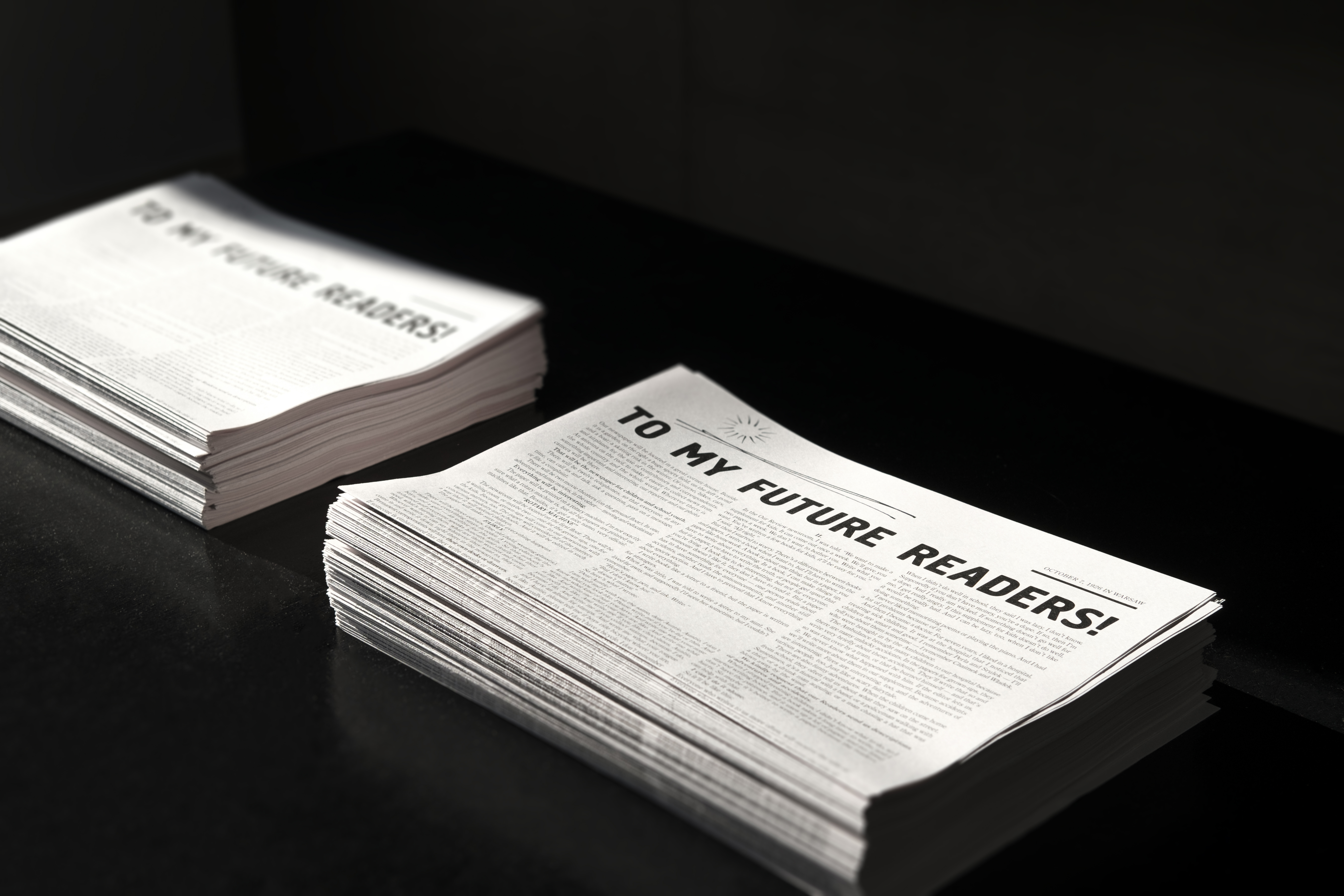
Egzemplarze „Małego Przeglądu” przetłumaczone na język angielski, Pawilon Polski w Wenecji, 2017

Redagowane przez Korczaka czasopismo dla dzieci i młodzieży „Mały Przegląd” oraz stojące za nim idee pedagogiczne stały się tematem wystawy i projektu artystycznego autorstwa Sharon Lockhart, prezentowanego w Pawilonie Polskim w 2017 roku podczas 57. Biennale w Wenecji. Na wystawie, również pod tytułem „Mały Przegląd”, zaprezentowano oryginalne egzemplarze pisma ze zbiorów Biblioteki Narodowej w Warszawie, a także przygotowano zbiór tłumaczeń wybranych numerów pisma na język angielski. Prezentowane na wystawie numery Małego Przeglądu zostały wybrane przez grupę dziewcząt z Młodzieżowego Ośrodka Socjoterapii w Rudzianku.

### Literatura
- Iwona Chmielewska, Pamiętnik Blumki, Media Rodzina 2011[150][150] – ilustrowana historia warszawskiego Domu Sierot; narratorką jest tytułowa Blumka.
- Janusz Korczak, ilustracje Iwona Chmielewska, Jak ciężko być królem[151][152], Wydawnictwo Wolno 2018. Książka wydana wspólnie z Muzeum Historii Żydów Polskich POLIN; powstała na podstawie fragmentów powieści Król Maciuś Pierwszy w interpretacji wizualnej Iwony Chmielewskiej.

### Numizmatyka
W 1978 wyemitowano z jego wizerunkiem polską monetę kolekcjonerską o nominale 100 zł. Moneta ta została wykonana ze srebra próby 625 w nakładzie 30 000 egzemplarzy, miała średnicę 32 mm i wagę 16,5 g, rant gładki.